# Carlos III de España
Carlos III de España (Madrid, 20 de enero de 1716-Madrid, 14 de diciembre de 1788), llamado «el Político» o «el Mejor Alcalde de Madrid», fue rey de España desde 1759 hasta su muerte en 1788; duque de Parma y Plasencia —como Carlos I— entre 1731 y 1735; y rey de Nápoles —como Carlos VII— y de Sicilia —como Carlos V— entre 1734 y 1759.
Carlos era el tercer hijo varón de Felipe V que llegó a la vida adulta y el primero que tuvo con su segunda mujer, Isabel Farnesio, por lo que fueron sus medio hermanos Luis I y Fernando VI quienes sucedieron a su padre en un primer momento. La muerte sin descendencia de estos llevaría a Carlos a ocupar el trono español.
Carlos sirvió a la política familiar como una pieza en la lucha por recuperar la influencia española en Italia: heredó inicialmente de su madre los ducados de Parma y Plasencia en 1731; pero más tarde, al reconquistar Felipe V el Reino de Nápoles y Sicilia en el curso de la Guerra de Sucesión polaca (1733-1738), pasó a ser rey de aquellos territorios con el nombre de Carlos VII. Contrajo matrimonio en 1738 con María Amalia de Sajonia, hija de Federico Augusto II, duque de Sajonia y de Lituania y rey de Polonia.

## Infancia y juventud

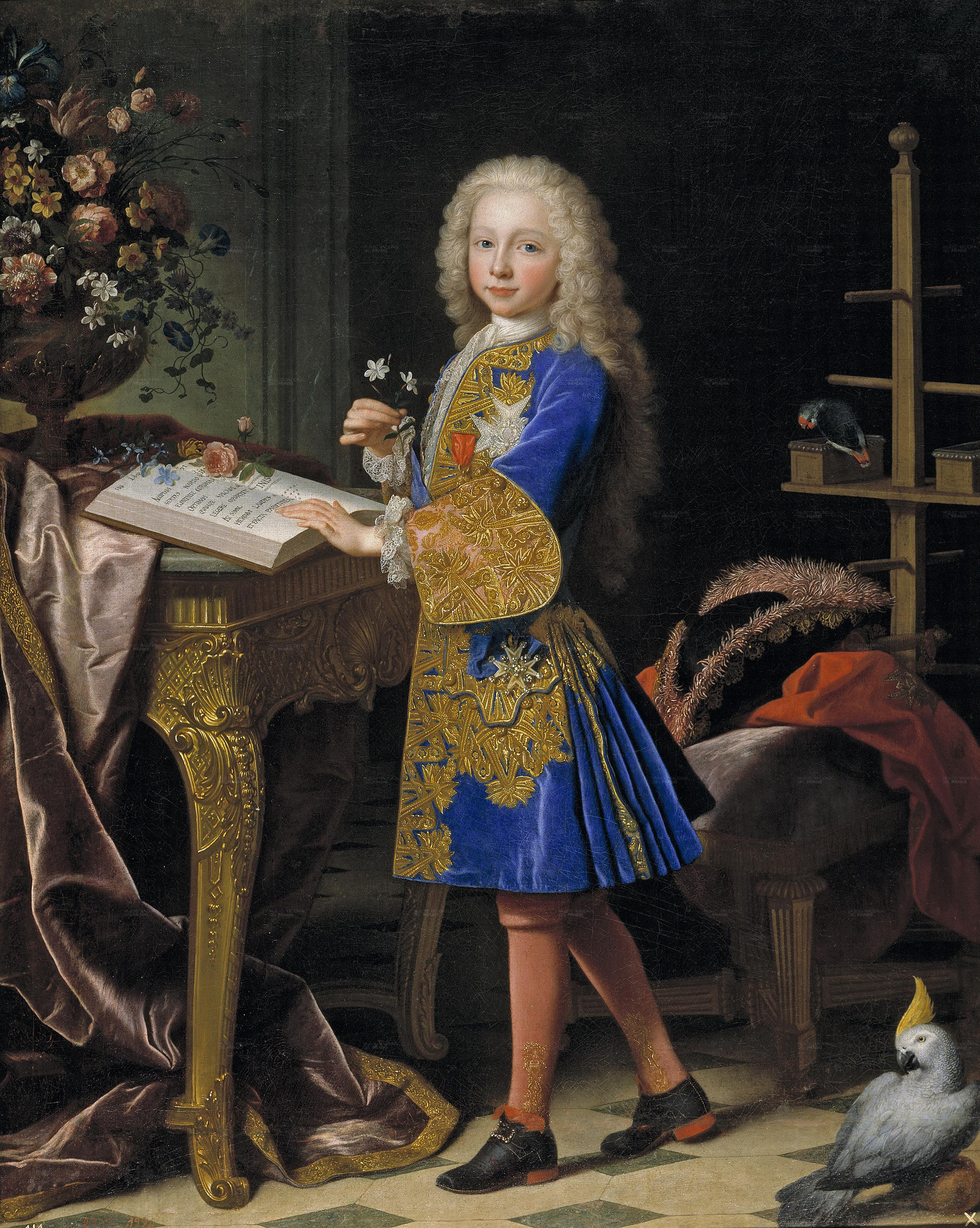
Carlos III con unos diez años de edad. Cuadro de Jean Ranc.

Nació el 20 de enero de 1716 a las cuatro de la madrugada en el Real Alcázar de Madrid. Su cuidadora fue María Antonia de Salcedo. Luego, fueron responsables de él un grupo de hombres a cargo de Francisco María Spínola y Spínola, duque de San Pedro. El 25 de agosto de 1716, festividad de San Luis, rey de Francia, fue bautizado solemnemente en la iglesia del Monasterio de San Jerónimo el Real de Madrid junto con sus hermanos mayores Felipe y Fernando. Los padrinos de Carlos fueron Mariana de Neoburgo, reina viuda de España y su tío abuelo Francisco Farnesio, duque de Parma; representados respectivamente por Ángela Foch de Aragón, condesa viuda de Altamira y camarera mayor; y Domingo Acquaviva de Aragón, XVII duque de Atri.
El 15 de enero de 1724 su medio hermano mayor Luis heredó el trono por la abdicación de su padre en su favor, pero falleció en agosto y su padre volvió a ser rey.
En 1729, se trasladó a Sevilla junto con su padre. Las naciones europeas, con el Tratado de Utrecht de entre 1713 y 1715 y el Tratado de Hannover de septiembre de 1725, firmado como respuesta al Tratado de Viena de abril de 1725, establecieron sus posiciones en Europa. España había perdido muchos territorios e influencia tras la Guerra de Sucesión. Sin embargo, esta situación no duraría mucho ya que en los planes de Felipe V estaba recuperar sus territorios en Italia.
Desde Sevilla, el monarca puso en marcha un plan para asegurar la sucesión de su hijo en el Ducado de Parma, firmando el Tratado de Sevilla con Inglaterra y Francia. Sin embargo, a la muerte del duque de Parma, el emperador del Sacro Imperio Romano Carlos VI invadió esos territorios y Felipe V, al no recibir apoyo de las dos potencias, amenazó con declarar la guerra por su cuenta. En 1731, el Sacro Imperio Romano se adhirió al Tratado de Sevilla y Carlos III, con 15 años, abandonó España rumbo a Italia para ocupar sus plazas.

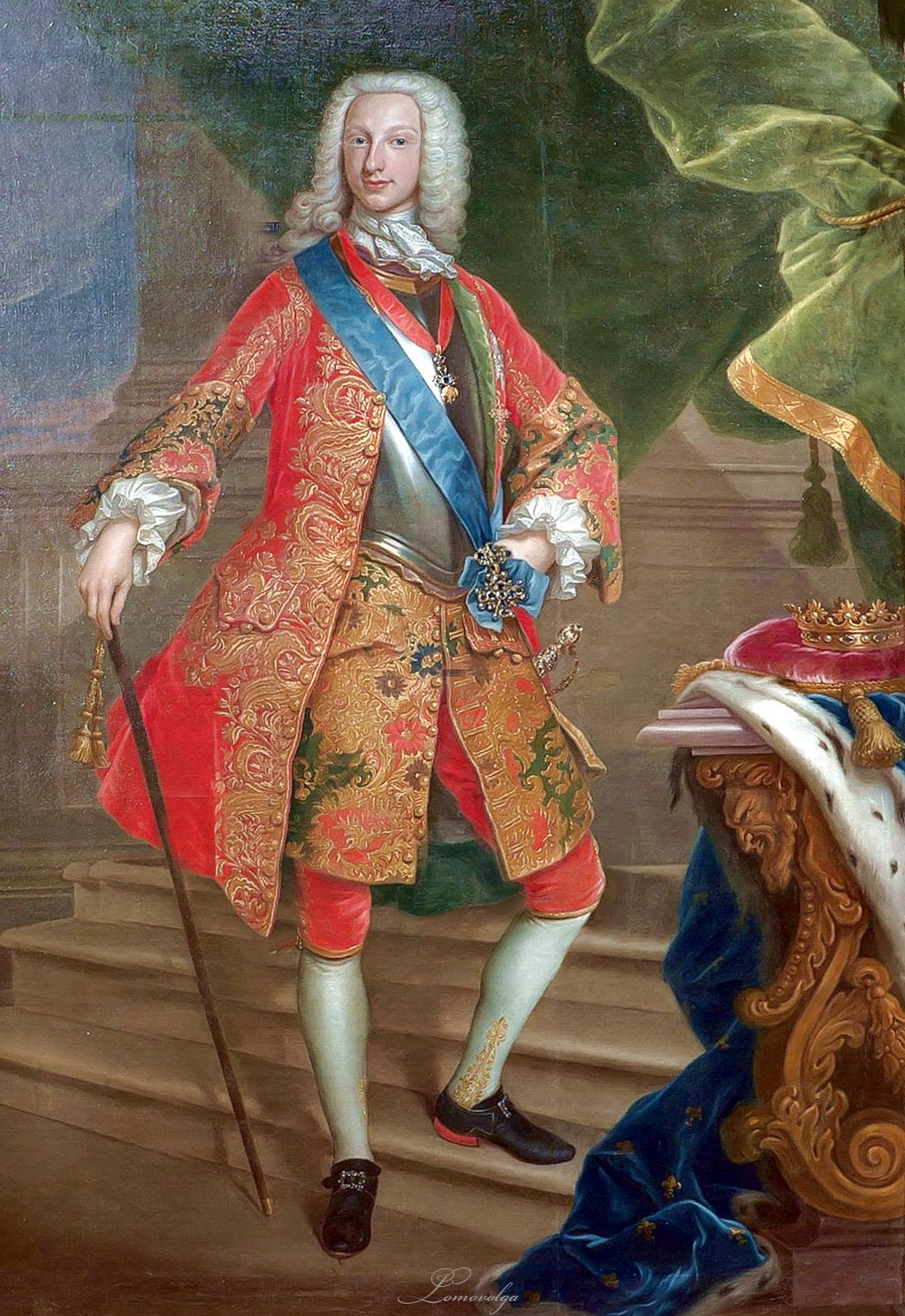
Carlos III como duque de Parma (1732), retratado por Giovanni Maria delle Piane, conservado en Palacio Real de la Granja de San Ildefonso.

El 1 de febrero de 1733 murió Augusto II, rey de Polonia, cuya monarquía no era hereditaria, sino elegida por el Parlamento polaco, el Sejm. Felipe V envió desde Sevilla un emisario a Varsovia para negociar la candidatura del infante don Felipe y la del infante Carlos. Sin embargo, sus candidatos tenían pocas posibilidades frente a otros con apoyos de Austria y Francia. Felipe V se trasladó a Madrid y firmó el Tratado de El Escorial, Primer Pacto de Familia, con el que España abandonó su pretensión polaca y decidió aliarse con Francia para luchar contra el Sacro Imperio Romano a cambio de la ayuda de Francia en su campaña contra Nápoles y Sicilia, bajo el control austríaco, y para recuperar Gibraltar. La guerra en Italia se ganó, y el 10 de mayo de 1734 el infante don Carlos ordenó proclamar rey a su padre. Sin embargo, Felipe V cedió Nápoles y Sicilia a su hijo.

## Rey de Nápoles y Sicilia

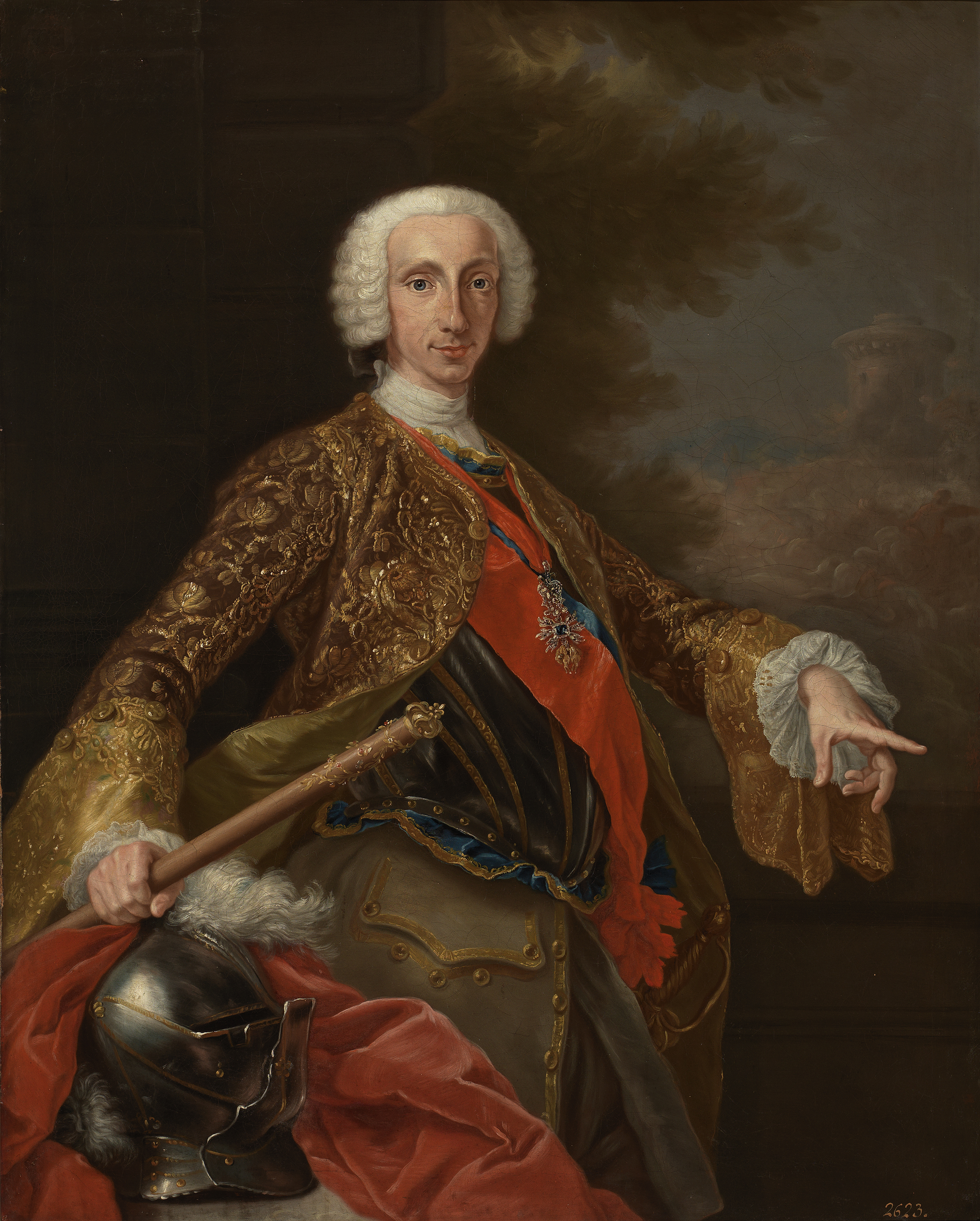
Carlos como Rey de Nápoles y Sicilia, Rey de las Dos Sicilias por Giuseppe Bonito, Madrid, Museo del Prado.

Durante su reinado en Nápoles y Sicilia (Carlos VII, Carlo VII en italiano, o simplemente Carlo di Borbone, que es como se le suele llamar allí), intentó reformar y modernizar el reino, unificándolo, conquistando el afecto de los ciudadanos junto con su esposa María Amalia de Sajonia.

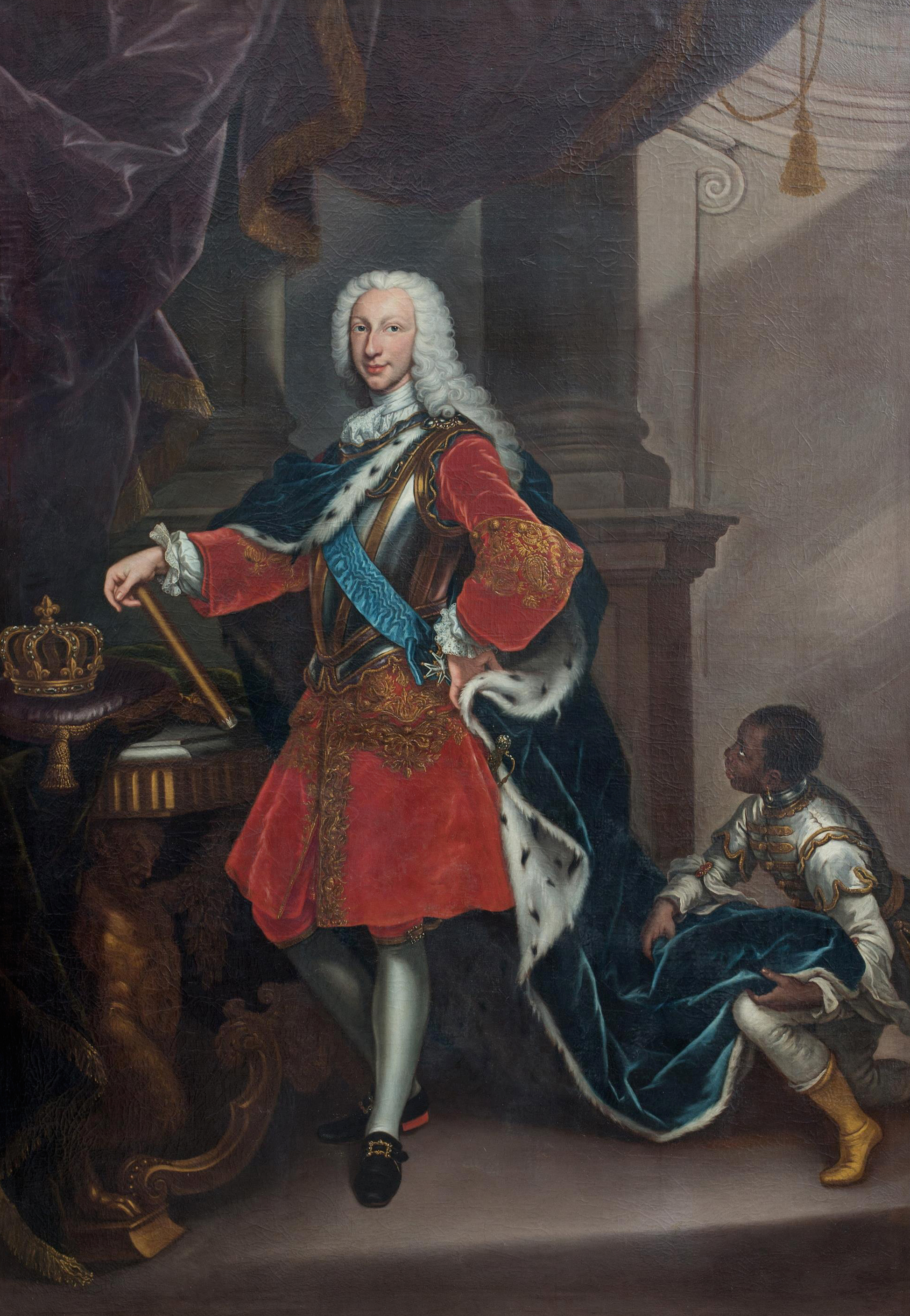
Retrato de Carlos III como rey de las Dos Sicilias (1737), retratado por Giovanni Maria delle Piane, conservado en el Museo de Pontevedra (en depósito del Museo del Prado).

Carlos contrajo matrimonio en 1738 con María Amalia de Sajonia, de 14 años. Ella era una princesa alemana de familia rica y fecunda, y su matrimonio tuvo un interés político, sin embargo fue también bien avenido. Se casaron por poderes en el Palacio de Dresde, en Sajonia, el 9 de mayo de 1738 y la boda se celebró en Nápoles el 9 de junio de ese año.

Intentó dotar a la capital, Nápoles, del aspecto que debía tener una Corte. Hizo hincapié en mejorar las edificaciones públicas, como el Hospicio, y trató de adaptar el palacio virreinal de acuerdo con la moda que imperaba desde la construcción de Versalles. También hizo construir complejos palaciegos en otros lugares del reino, como el Palacio Real de Caserta, uno de los mayores palacios reales del mundo, obra del arquitecto y urbanista Luigi Vanvitelli. Otra de sus aportaciones fue el Teatro de San Carlos, para las representaciones de ópera. 

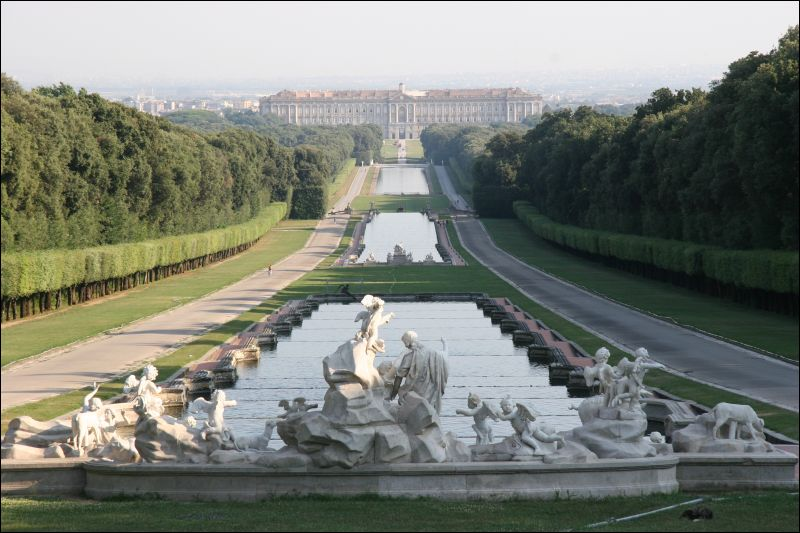
Fachada norte del Palacio Real de Caserta y passeggio monumental del parque, ambos diseñados por Luigi Vanvitelli.

Sus años como rey de las Dos Sicilias le dieron una experiencia muy valiosa como rey de España. Los barones y la Iglesia acaparaban más del 50 % de las tierras, y en el caso de los primeros tenían además jurisdicción sobre las mismas, por lo que impedían el acceso de sus vasallos a los tribunales. El rey limitó su influencia política, dejando clara la supremacía de la Corona, pero su poder económico siguió intacto. El 3 de julio de 1738, en ocasión de su matrimonio, fundó la Insigne y Real Orden de San Jenaro, de la cual fue su primer gran maestre.

Escudo de Carlos de Borbón como rey de Nápoles y Sicilia.

En 1740, uno de sus consejeros, el duque de Salas, permitió a los judíos retornar al reino, de donde habían sido expulsados por Carlos I, con la finalidad de impulsar la actividad económica. El pueblo y la Iglesia se opusieron y Salas fue destituido, derogándose el permiso. Poco después, el arzobispo Giuseppe Spinelli intentó introducir la Inquisición, pero el pueblo se opuso también a esta medida y hubo de desistir.
También durante estos años encontró el monarca a algunos de los hombres que más influirían en su vida, como Bernardo Tanucci, jurista al que nombró Ministro de Justicia primero y de Asuntos Exteriores después, y que quedó como miembro del Consejo de Regencia cuando Carlos III heredó el trono español.
Destaca el hecho de haber sido quien ordenó comenzar la excavación sistemática de las poblaciones sepultadas por la erupción del Vesubio del año 79: Pompeya, Herculano, Oplontis y las Villas Stabianas. No solo eso, sino que en 1752, al ordenar construir una carretera hacia el sur (precursora de la actual Statale 18), salieron a la luz los restos de la ciudad de Paestum, que llevaban años cubiertos por la maleza (parte del anfiteatro yace precisamente bajo dicha carretera). Fue un hallazgo especialmente importante, porque allí se hallaban tres templos griegos en muy buen estado de conservación. Se encargaron de su estudio Felice Gazzola (un culto aristócrata y militar de confianza de Carlos, al que servía desde su época de duque de Parma) y Francesco Sabatini.
La muerte sin descendencia de su medio hermano Fernando VI, hizo recaer en Carlos la Corona de España, que pasó a ocupar en 1759, dejando con gran tristeza, tanto de los reyes como del pueblo, la corona del Reino de Nápoles y Sicilia a su tercer hijo, Fernando.

## Rey de España

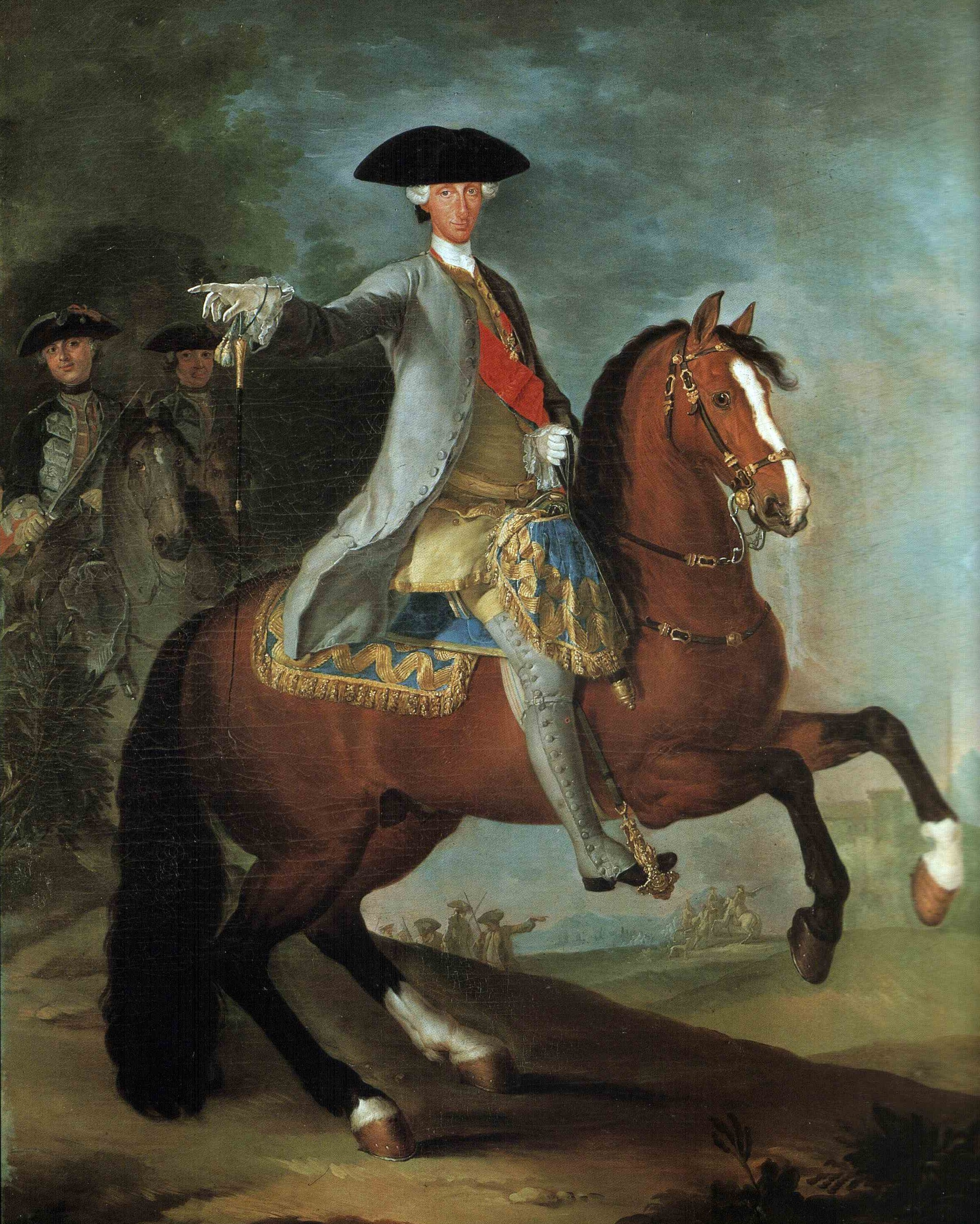
Retrato ecuestre de Carlos III, por Francesco Liani, alrededor de 1760.

Tras los fallecimientos de Luis I y de Fernando VI sin descendencia, el trono de España pasó a Carlos III, tercer hijo varón de Felipe V y primero de su matrimonio con Isabel Farnesio, con gran experiencia de gobierno como rey de Nápoles. Regresó a Madrid el 9 de diciembre de 1759 e introdujo, por primera vez en España, el Derecho divino como fuente y justificación de su soberanía regia.
Fray Sebastián de Jesús de niño le pronosticó que iba a ser rey. Carlos III a su fallecimiento promovió el proceso de beatificación mediante una carta dirigida en mayo de 1771 al cardenal arzobispo de Sevilla, Francisco de Solís.

### Política exterior

#### La Guerra de los Siete Años (1756-1763)
El primer asunto que el rey trató fue la Guerra de los Siete Años. El monarca español se vio obligado a tomar parte en la guerra tras la ocupación británica de Honduras y la pérdida de la colonia francesa de Quebec, lo que requirió la intervención española en el conflicto para frenar el expansionismo británico por América.
En 1761 se firmó el Tercer Pacto de Familia y España entró en el conflicto bélico. El monarca se equivocó en cuanto a la ayuda real que podía prestar Francia y el estado de sus tropas. Una escuadra inglesa de 53 buques con un ejército de 14 000 hombres consiguió tomar La Habana por la falta de entrenamiento de las milicias, en número muy inferior a los ingleses, y la incompetencia del gobernador de la plaza, Juan de Prado. Poco después una escuadra procedente de la India bombardeó y tomó Manila. Los ingleses no pudieron extender su dominio por las Filipinas gracias a la resistencia de las guerrillas organizadas por Simón de Anda. La guerra terminó con la Paz de París de 1763. España cedió a Gran Bretaña la Florida y territorios del golfo de México, a cambio de la devolución de La Habana y Manila. La Luisiana francesa pasó a manos de España, más preparada para defenderla. Portugal, aliado de los británicos, recuperó la colonia del Sacramento.

#### Guerra de Independencia de los Estados Unidos (1776-1783)

Grandes armas de Carlos III con manto real, cimera real de Castilla y el lema A solis ortu usque ad occasum (Desde la salida del sol hasta el ocaso), origen de la frase atribuida a Felipe II: En mis dominios no se pone el sol, haciendo referencia a que el sol nunca se ponía en los territorios españoles, pues abarcaban los dos hemisferios. También se incluye la palabra Santiago, en referencia al Santo Patrón de España, Santiago el Mayor, y más concretamente al lema tradicional Santiago y cierra España. Fueron utilizadas por sus sucesores hasta 1931, aunque en el siglo xix cayó en desuso.

Fronteras norteamericanas propuestas por la diplomacia española hacia el final de la Guerra de Independencia de los EE. UU., 3 de agosto de 1782

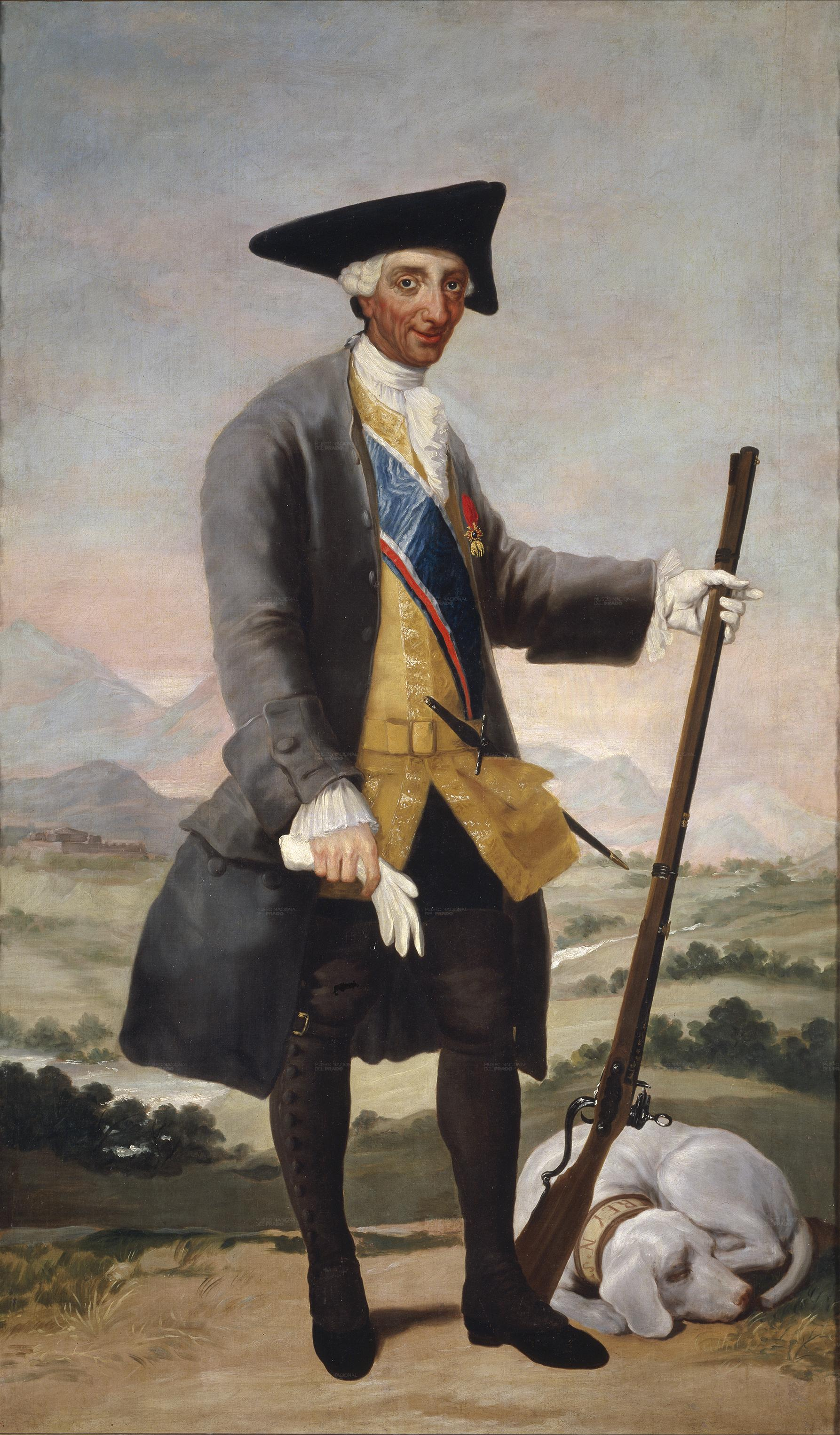
Retrato del monarca por Goya.

España continuó la alianza francesa. La sublevación de las Trece Colonias contra Jorge III dio a ambas potencias la ocasión para el desquite. Así, en la Guerra de Independencia de los Estados Unidos, España intervino junto a Francia y contra Gran Bretaña.
Desde la Declaración de Independencia de los Estados Unidos (4 de julio de 1776) los sublevados recibieron ayuda española de forma solapada. En 1779 se rompieron las relaciones. Se asedió Gibraltar sin éxito, pero se pudo recuperar Menorca. Bernardo de Gálvez, gobernador de la Luisiana, ocupó Florida. Inglaterra, aislada y sin poder someter a los rebeldes, tuvo que firmar la paz.
El Tratado de París puso fin a la guerra. España recuperó Menorca, Florida y la costa de Honduras, aunque no pudo conseguir lo mismo con Gibraltar, que los ingleses se negaron en redondo a ceder. España, de esta forma, contribuyó a la independencia de los Estados Unidos, hecho que creó un precedente para la emancipación de las colonias españolas en el siglo xix.
En 1785, el conde de Aranda, para poblar la Luisiana y evitar la instalación de los anglosajones, sugirió que el rey Luis XVI pudiera asentar allí a los últimos acadianos que no se habían asimilado en Francia. Las negociaciones con Vergennes finalizaron en abril de 1784. España se comprometia a pagar el coste del transporte y Francia se comprometía a pagar las pensiones debidas a los acadianos. En 1785 siete barcos fueron armados y partieron de Nantes hacia Nueva Orleans. 1.596 acadianos fueron transportados en los barcos el Bon Papa y el Saint-Rémy, armados por Jean Peltier Dudoyer; la Bergère, armada por Joseph Monesron Dupin; la Caroline, capitaneada por Nicolas Baudin; el Beaumont, l'Amitié y la Ciudad de Arcangel.
Rusia y Prusia
Dos nuevas potencias, Rusia y Prusia, entraron en el mapa político europeo del siglo xviii bajo los reinados de dos déspotas ilustrados: Catalina II y Federico II respectivamente. Ambos monarcas suscitaron interés y admiración en España, aunque la expansión rusa había alcanzado el Pacífico y se llegó a temer una alianza anglorrusa en el Mediterráneo. Tal evento no solo no llegó a materializarse, sino que Rusia se opuso a la pretensión inglesa de controlar todos los movimientos marítimos en tiempo de guerra.

#### Mediterráneo
Carlos III había firmado un tratado de comercio con el Imperio otomano siendo rey de Nápoles y Sicilia, pues consideraba a este imperio un freno a los intereses ingleses, austríacos y rusos. El Monarca excluyó una alianza que estimó no sería bien recibida en el país, pero intervino en Orán que dependía del Imperio otomano, con el doble objetivo de conseguir liberar el mar de piratas berberiscos y obtener concesiones económicas. En 1775 envió una expedición militar contra Argel al mando del general Alejandro O'Reilly que acabó en desastre. Después de dos nuevos ataques, en 1783 y 1784, se firmó el Tratado Hispano-Argelino de 1786.

#### Pacífico
En diversas áreas del océano Pacífico el Virreinato del Perú y el Virreinato de la Nueva España tuvieron la autorización del rey Carlos III de expandir el poder español y afianzarlo en el Gran Océano. Así pues, hubo varios intentos de incorporar la costa de Oregón y Alaska al Virreinato de la Nueva España con grandes expediciones a Canadá y Alaska como la de Bruno de Heceta, Bodega y Quadra, López de Haro y otras. Mientras tanto, en el océano Pacífico Sur (llamado en ese momento el Mar del Sur) el Virreinato del Perú de Manuel de Amat y Junyent ordenó dos expediciones: la primera, en la que se descubrió la isla de Pascua por Felipe González de Haedo tomando posesión de ella en nombre de Carlos III en 1770, y la segunda en 1772, capitaneada por Domingo de Bonechea que llegó al archipiélago Tuamotu y a las islas de la Sociedad donde estableció la soberanía española y la del rey sobre las islas. Los jefes de las principales aldeas de Tahití aceptaron la soberanía de España y ser súbditos de la Corona española. Sin embargo, el proceso de ocupación de la Polinesia fue abandonado por el poco apoyo que le daban a esa iniciativa en Madrid y por los problemas religiosos del reino, por lo que dejaron la presencia española en esa área y abandonaron a finales de 1775.

### Política interior: despotismo ilustrado

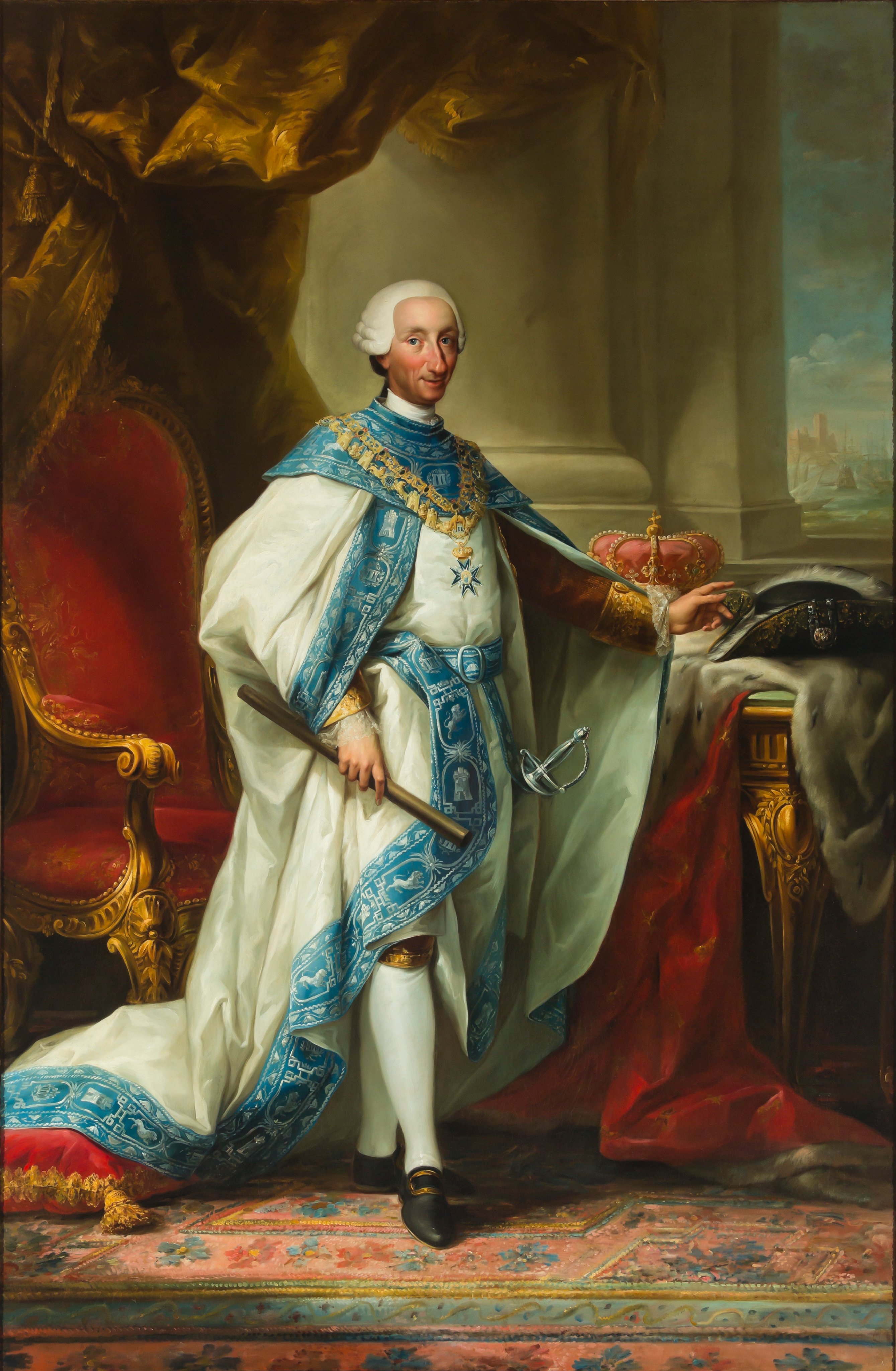
Carlos III con el hábito de la Orden de Carlos III, hacia 1783-1784. Óleo de Mariano Salvador Maella (Palacio Real).

En política interior, intentó modernizar la sociedad utilizando el poder absoluto del Monarca bajo un programa ilustrado.
En la línea de la Ilustración propia de su época, Carlos III realizó importantes cambios —sin quebrar el orden social, político y económico básico, despotismo ilustrado— con ayuda de un equipo de ministros y colaboradores ilustrados, como el Marqués de Esquilache, Aranda, Campomanes, Floridablanca, Wall y Grimaldi.

#### Las reformas de Esquilache
El Monarca nombró al marqués de Esquilache Secretario de Hacienda. Este incorporó señoríos a la Corona, controló a los sectores eclesiásticos y reorganizó las Fuerzas Armadas. Su programa de reformas y la intervención española en la Guerra de los Siete Años necesitaron más ingresos, que se consiguieron con un aumento de la presión fiscal y nuevas fórmulas, como la creación de la Lotería Nacional. Al mismo tiempo liberalizó el comercio de los cereales, lo que originó una subida de los precios de los productos de primera necesidad a causa de las especulaciones de los acaparadores y de las malas cosechas de los últimos años. Campomanes apoyó esta medida, pero el pueblo hizo responsable de todo al siciliano.
En marzo de 1766 se produjo el Motín de Esquilache. Su detonante fue la orden de cambiar la capa larga y el sombrero de ala ancha de los madrileños por la capa corta y el sombrero de tres picos. La tensión subió gracias a los pasquines que circulaban por la capital y que aparecían en sitios públicos, pasquines cuyo léxico y ortografía solo podían provenir de hombres con cultura. La manipulación realizada por sectores nobiliarios y eclesiásticos lo convirtió en un ataque directo a la política reformista llevada a cabo por ministros extranjeros del gobierno del rey.

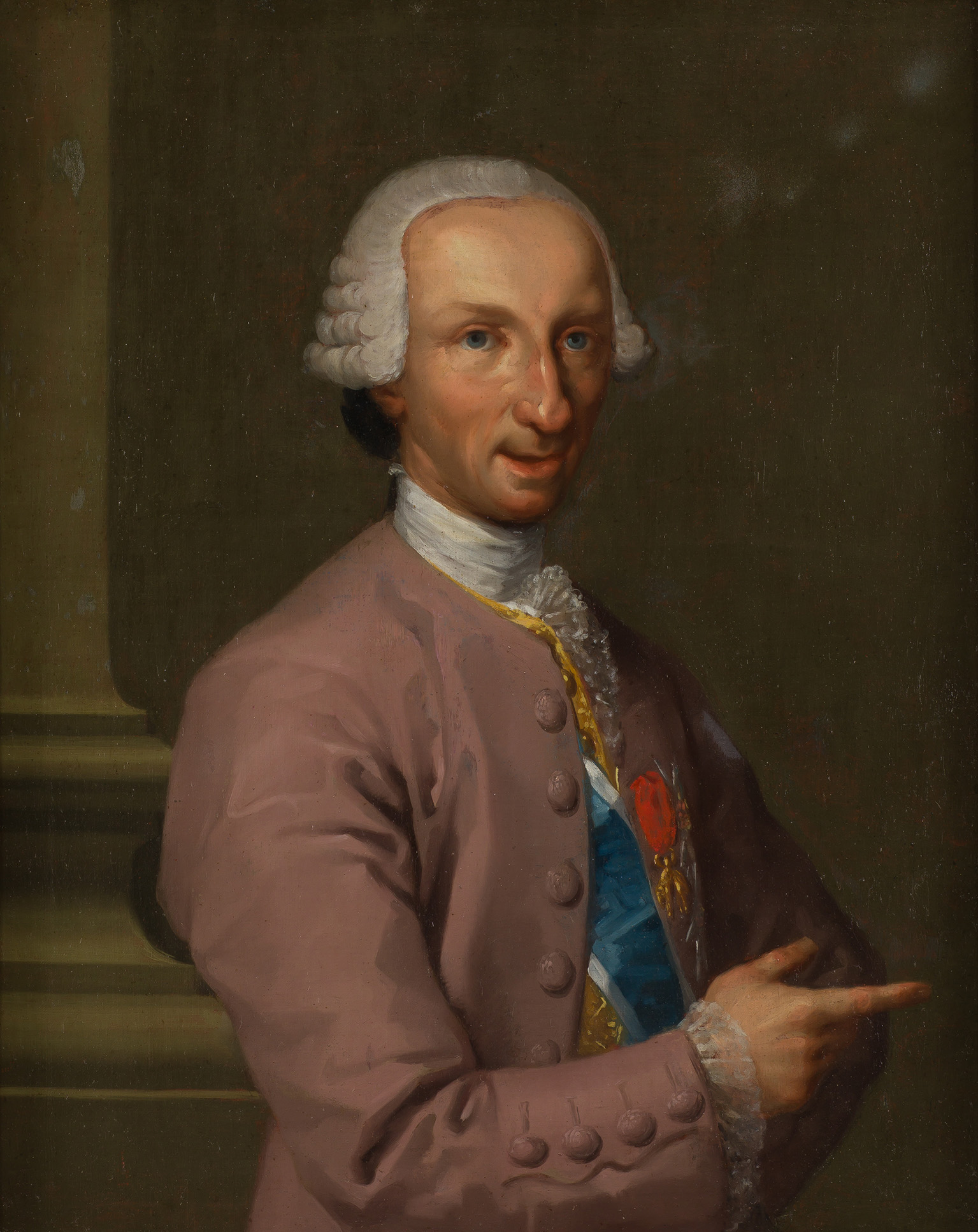
Retrato de Carlos III, por José del Castillo (entre 1775 y 1785).

En Madrid el punto álgido de la revuelta se produjo cuando la muchedumbre que se había congregado frente al Palacio Real se topó con la Guardia Valona, que en 1764 había cargado contra el gentío durante la boda de una de las hijas del rey, la infanta María Luisa, con el futuro emperador de Austria. Se produjo una refriega y hubo bajas por ambas partes, sin que la Guardia Española interviniera. Carlos III recabó el parecer de sus consejeros, y aunque recibió opiniones contrapuestas, acabó siguiendo el consejo del conde de Revilla Gigedo, que declaró que dimitiría de su cargo antes que ordenar disparar a la multitud.
De Madrid, el levantamiento se trasladó a ciudades como Cuenca, Zaragoza, La Coruña, Oviedo, Santander, Bilbao, Barcelona, Cádiz y Cartagena entre otras muchas. Pero mientras que en Madrid las quejas se referían al gobierno de la nación, en las provincias las quejas se dirigían contra las autoridades locales, lo cual revela un problema subyacente de corrupción e incompetencia administrativa.

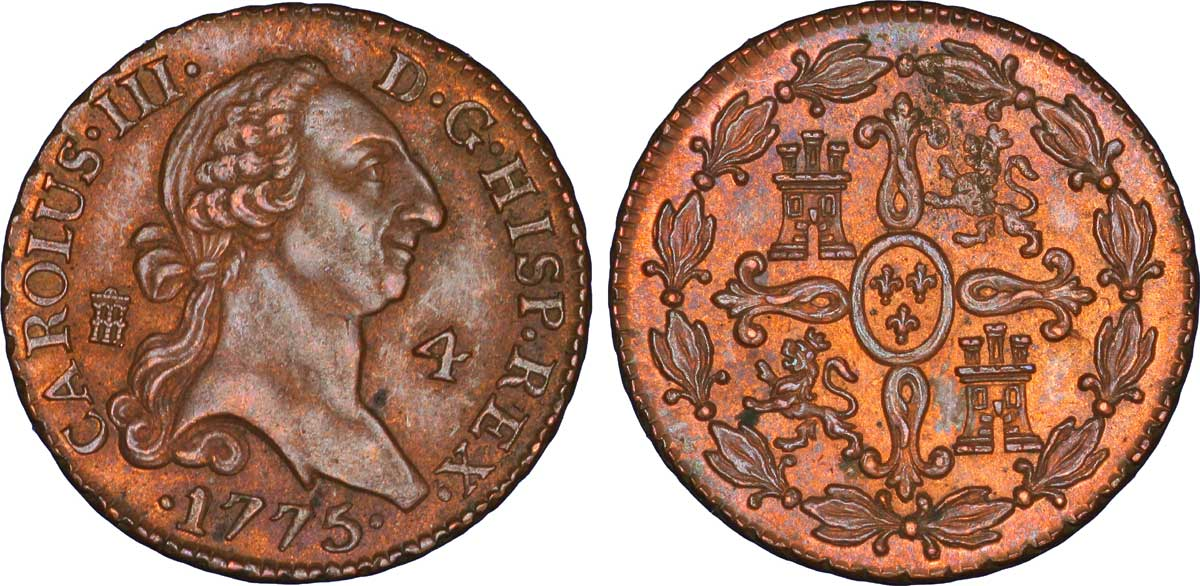
Moneda de 4 maravedíes con la efigie de Carlos III.

Los amotinados exigieron la reducción del precio de los alimentos y la supresión de la Junta de Abastos, la derogación de la orden sobre la vestimenta, el cese de ministros extranjeros de Carlos III, su sustitución por españoles y un perdón general. El Monarca desterró a Esquilache y nombró en su lugar al conde de Aranda. Se tomaron medidas para acelerar la importación de cereales desde Sicilia y se reformaron los gobiernos concejiles, añadiendo a estos diputados del estado llano elegidos por sufragio.

#### La política religiosa
Desaparecidos los ministros extranjeros, el rey se apoyó en los reformistas españoles, como Pedro Rodríguez de Campomanes, el conde de Aranda o el conde de Floridablanca. Campomanes, nombrado fiscal del Consejo de Castilla, trató de demostrar que los verdaderos inductores del motín de Esquilache habían sido los jesuitas. Se nombró una comisión de investigación y sus principales acusaciones fueron:
- Sus grandes riquezas.
- El control de los nombramientos y de la política eclesiástica.
- Su apoyo al papa.
- Su lealtad al marqués de la Ensenada.
- Su participación en la Guerra Guaranítica.
- Su intervención en dicho motín.

Sectores de la nobleza y diversas órdenes religiosas estuvieron claramente en contra. Por todo ello, mediante el decreto real del 27 de febrero de 1767, se expulsó a la Compañía de Jesús de España y sus dominios y todas las posesiones de la Compañía fueron confiscadas.

#### Reformas
La expulsión de los jesuitas se quiso aprovechar para realizar una reforma de la enseñanza que debía fundamentarse en las disciplinas científicas y en la investigación, pero de hecho produjo en primer término una debacle en el sistema académico como consecuencia de la clausura de diversos centros excelentes (por ejemplo, la Universidad de Cervera), y el despiadado envío al exilio de centenares de profesores muy bien formados tanto en las tradicionales materias humanísticas como en las más novedosas físico-matemáticas. Así se echó del país a la primera plana de la que se ha venido en llamar Escuela Universalista Española del siglo XVIII, es decir profesores y científicos extraordinarios como Mateo Aymerich, Juan Andrés, Lorenzo Hervás o Antonio Eximeno.
Las universidades fueron sometidas al patronazgo real y se creó en Madrid los Reales Estudios de San Isidro (1770), como centro moderno de enseñanza media destinado a servir de modelo, y también la Escuela de Artes y Oficios de Madrid, que han perdurado hasta el siglo xx. Las propiedades de los jesuitas sirvieron, aunque con notables errores, para crear nuevos centros de enseñanza y residencias universitarias. Sus riquezas, para beneficiar a los sectores más necesitados, se destinaron a la creación de hospitales y hospicios.
Promovió un nuevo plan de Estudios Universitarios, que fue duramente contestado por la Universidad de Salamanca, proponiendo un plan propio, que a la postre fue implantado años después.
El impulso hacia la reforma de la agricultura durante el reinado de Carlos III vino de mano de las Sociedades Económicas de Amigos del País creadas por su ministro José de Gálvez. Campomanes, influido por la fisiocracia centró su atención en los problemas de la agricultura. En su Tratado de la Regalía de la Amortización, defendió la importancia de esta para conseguir el bienestar del Estado y de los ciudadanos y la necesidad de una distribución más equitativa de la tierra.
En 1776 en forma provisional y luego, de manera definitiva en 1777 creó en el sur de Hispanoamérica el Virreinato del Río de la Plata como una escisión del Virreinato del Perú por su enorme superficie, por la ambición de Portugal sobre toda la frontera hispano-portuguesa en América del Sur y las sucesivas expediciones de Gran Bretaña y de Francia sobre las costas de la Patagonia.
En 1787, Campomanes elaboró un proyecto de repoblación de las zonas deshabitadas de las tierras de realengo de Sierra Morena y del valle medio del Guadalquivir, creando las Nuevas Poblaciones de Andalucía y Sierra Morena. Para ello, y supervisado por Pablo de Olavide, intendente real de Andalucía, se trajeron inmigrantes centroeuropeos. Se trataba principalmente de alemanes y flamencos católicos, para fomentar la agricultura y la industria en una zona despoblada y amenazada por el bandolerismo. El proyecto fue financiado por el Estado. Se fundaron así nuevos asentamientos, como La Carolina, La Carlota o La Luisiana, en las actuales provincias de Jaén, Córdoba y Sevilla.

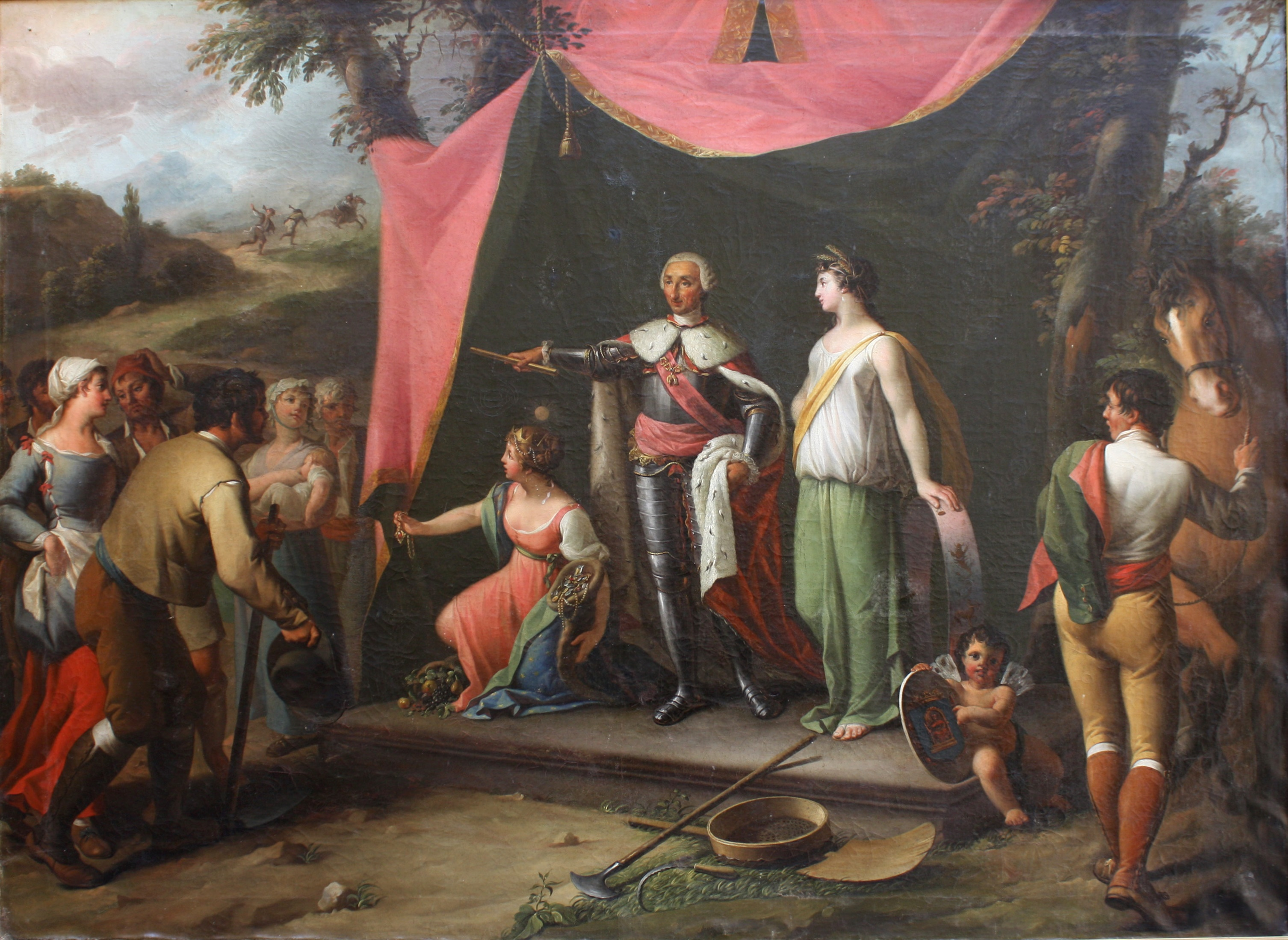
Victorino López Herranz: Carlos III fundando la colonia de La Carolina (Jaén), una de las Nuevas Poblaciones establecidas en las regiones despobladas de Sierra Morena.

Se reorganizó el ejército, al que dotó de unas Ordenanzas en 1768 destinadas a perdurar hasta el siglo XX, se impulsó el comercio colonial formando compañías, como la de Filipinas, y mediante el Reglamento de libre comercio de 1778 que liberalizó el comercio con América. También destaca el Decreto de libre comercio de granos de 1765.
Otras medidas reformistas del reinado fueron la creación del Banco de San Carlos, en 1782, y la construcción de obras públicas, como el Canal Imperial de Aragón y un plan de caminos reales de carácter radial, con origen en Madrid y destino a Valencia, Andalucía, Cataluña y Galicia.

Distribución de la población de España por provincias actuales según el censo de Floridablanca (1787). Durante el reinado de Carlos III fue una preocupación constante la necesidad de incrementar la población de la nación.

Hizo un ambicioso plan industrial en el que destacan como punteras las industrias de bienes de lujo: Porcelana del Buen Retiro, Cristales de la Granja y traslada la Platería Martínez a un edificio en el paseo del Prado, pero faltaron muchas otras para la producción de bienes de consumo, en toda la geografía española.
Entre los planteamientos teóricos para el desarrollo de la industria destacó el Discurso sobre el fomento de la industria popular de Campomanes, para mejorar con ella la economía de las zonas rurales y hacer posible su autoabastecimiento. Las Sociedades Económicas de Amigos del País se encargaron de la industria y su teoría en esta época.
Hizo hospitales públicos, servicios de alumbrado y recogida de basura, uso de adoquines, una buena red de alcantarillado. En Madrid, un ambicioso plan de ensanche, con grandes avenidas, monumentos como la Fuente de Cibeles, la de Neptuno, la Puerta de Alcalá, la fuente de la Alcachofa, la construcción del jardín botánico (trasladando al paseo del Prado el antiguo de Migas Calientes), el hospital de San Carlos (hoy Museo Reina Sofía), el edificio del Museo del Prado (destinado originalmente a Museo de Historia Natural).

### La sociedad

#### La nobleza

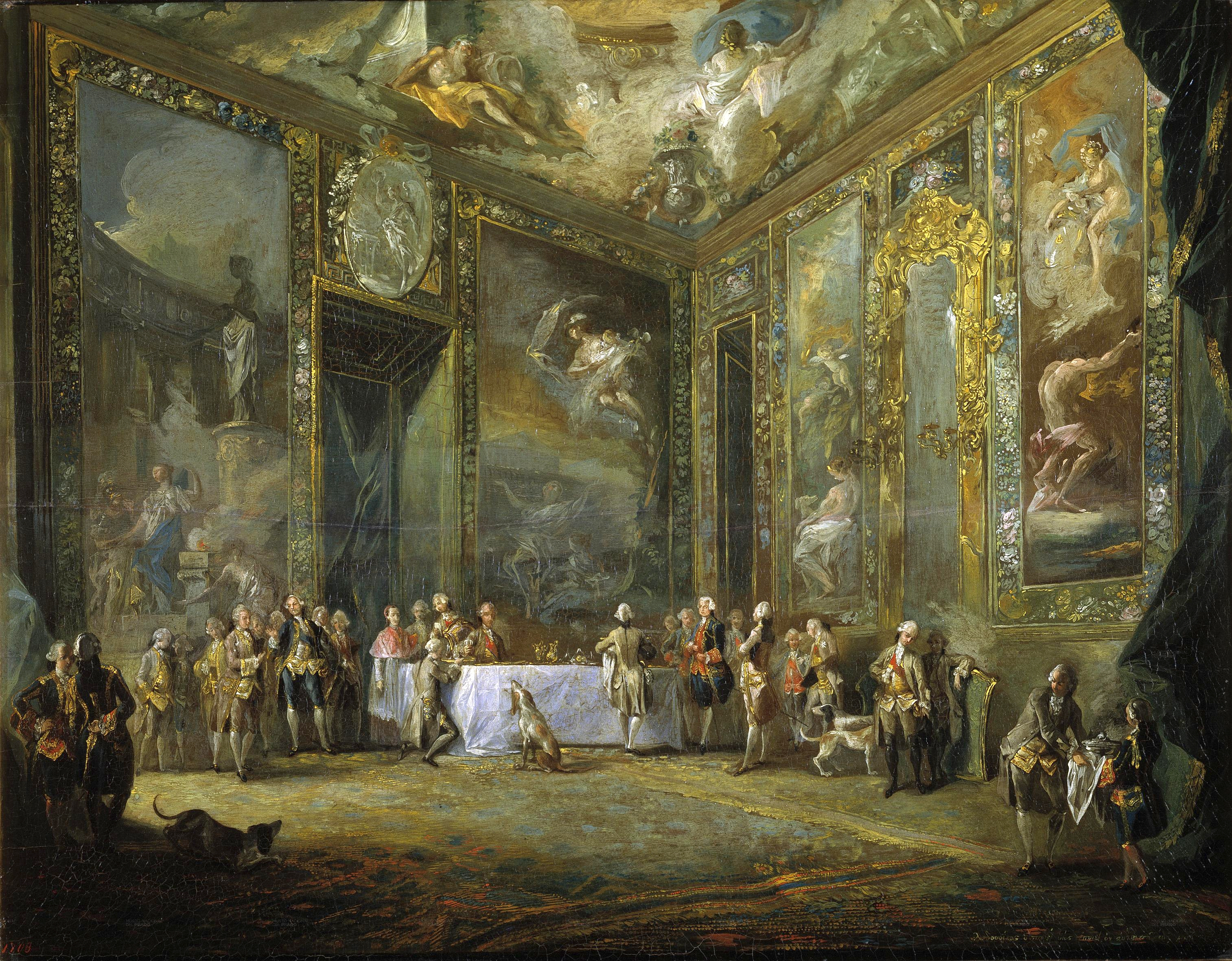
Carlos III comiendo ante su corte, de Luis Paret y Alcázar (1775). Museo del Prado.

Descendió en número, debido a la desaparición de los hidalgos en los censos por las medidas restrictivas hacia este grupo por el rey. Representaba el 4 % del total de la población. Su poder económico se acrecentó gracias a los matrimonios entre familias de la alta nobleza, que propiciaron una progresiva acumulación de bienes patrimoniales. Mediante un decreto en 1783, el rey aprobó el trabajo manual y lo reconoció, favoreciendo a los nobles. A partir de ese momento, los nobles podían trabajar, cosa que antes no podían hacer, únicamente podían vivir de sus riquezas. Los títulos nobiliarios aumentaron con las concesiones hechas por Felipe V y Carlos III. Se crearon la Orden Militar de Carlos III, las Reales Maestranzas con estatutos nobiliarios y el Real Cuerpo de la Nobleza de Madrid. En contrapartida se pusieron numerosas restricciones a los mayorazgos y a los señoríos, aunque nunca llegaron a desaparecer durante el reinado.[cita requerida]

#### El clero
La Iglesia poseía cuantiosas riquezas. Siendo el clero un 2 % de la población, según el Catastro de Ensenada era propietaria de la séptima parte de las tierras de labor de Castilla y de la décima parte del ganado lanar. A los bienes inmuebles se añadían el cobro de los diezmos, a los que se descontaban las tercias reales, y otros ingresos como rentas hipotecarias o alquileres. La diócesis más rica era la de Toledo, con una renta anual de 3.500.000 reales. Carlos III ayudó a repartir las riquezas entre los más necesitados en el país y abolió algunas leyes dictadas por la iglesia que suprimían derechos del pueblo.[cita requerida]

#### El estado llano
Era el grupo más numeroso. En él se encontraban los campesinos que gozaban de cierta estabilidad económica. Los jornaleros sufrían situaciones de miseria. De acuerdo con el Catastro de Ensenada, los artesanos representaban el 15 % del total de los asalariados y tenían mejores retribuciones que los campesinos. La burguesía comenzó a despuntar tímidamente en España. Localizada en la periferia peninsular, se identificó con los propósitos reformistas y los ideales ilustrados del siglo. Fue especialmente importante en Cádiz, por su vinculación al comercio americano, Barcelona y Madrid.[cita requerida]

#### El arte
El rey Carlos III fomentó el arte y la artesanía con la creación de numerosas manufacturas reales: como rey de Nápoles fundó el Real Laboratorio de Piedras Duras de Nápoles (1737), la Real Fábrica de Tapices de Nápoles (1737), la Real Fábrica de Porcelanas de Capodimonte (1743) y la Real Fábrica de Mayólicas de Caserta (1753). Posteriormente, como Carlos III de España, fundó el Real Laboratorio de Mosaicos y Piedras Duras del Buen Retiro (1759), la Real Fábrica de Porcelana del Buen Retiro (1759), la Real Fábrica de Platería Martínez (1778) y la Real Fábrica de Relojes (1788).[cita requerida]

#### Los gitanos
Desde el fracaso de la Gran Redada de 1749 los gitanos estaban sujetos a una situación muy problemática, que se pretendió resolver con una serie de iniciativas legislativas desde 1763, finalmente sustanciadas en la Real Pragmática de 19 de septiembre de 1783, con propósitos claramente asimiladores y de carácter utilitarista, tras dicha pragmática, se deja de considerar su origen o naturaleza diferenciada o inferior (raíz infecta); se prohíbe el uso de las denominaciones gitano o castellano nuevo (tenidas por injuriosas); se concede libertad de residencia (excepto en la Corte y Reales Sitios por ahora) y se permiten nuevos modos para ganarse la vida, incluyendo la admisión en gremios, pero se prohíben oficios como poseer tabernas o esquilar caballos, de vital importancia para el pueblo gitano; también se prohíben sus vestiduras tradicionales y su gerigonza (su idioma diferenciador, el caló) y una vez más se establece la obligación de asentarse, abandonando el nomadismo; todo ello bajo graves penas a los desobedientes, que serían considerados vagos y sujetos a las penas correspondientes sin distinción de los demás vasallos (se les aplica el código penal general).[cita requerida]
Aquellos casos en los que un individuo se negase a acatar las leyes en cuanto a residencia, lengua, oficios, vestimenta y demás, la primera vez que fuese detenido sería marcado con un hierro candente en la espalda (en sustitución de las penas anteriormente previstas: la muerte o cortar las orejas), en caso de ser detenido una segunda vez serían condenados a la pena capital, dicha ley no se aplicaba a los menores de diecieséis años, que serían separados de sus familias y educados por las Juntas o Diputaciones de caridad.

## Proyección posterior

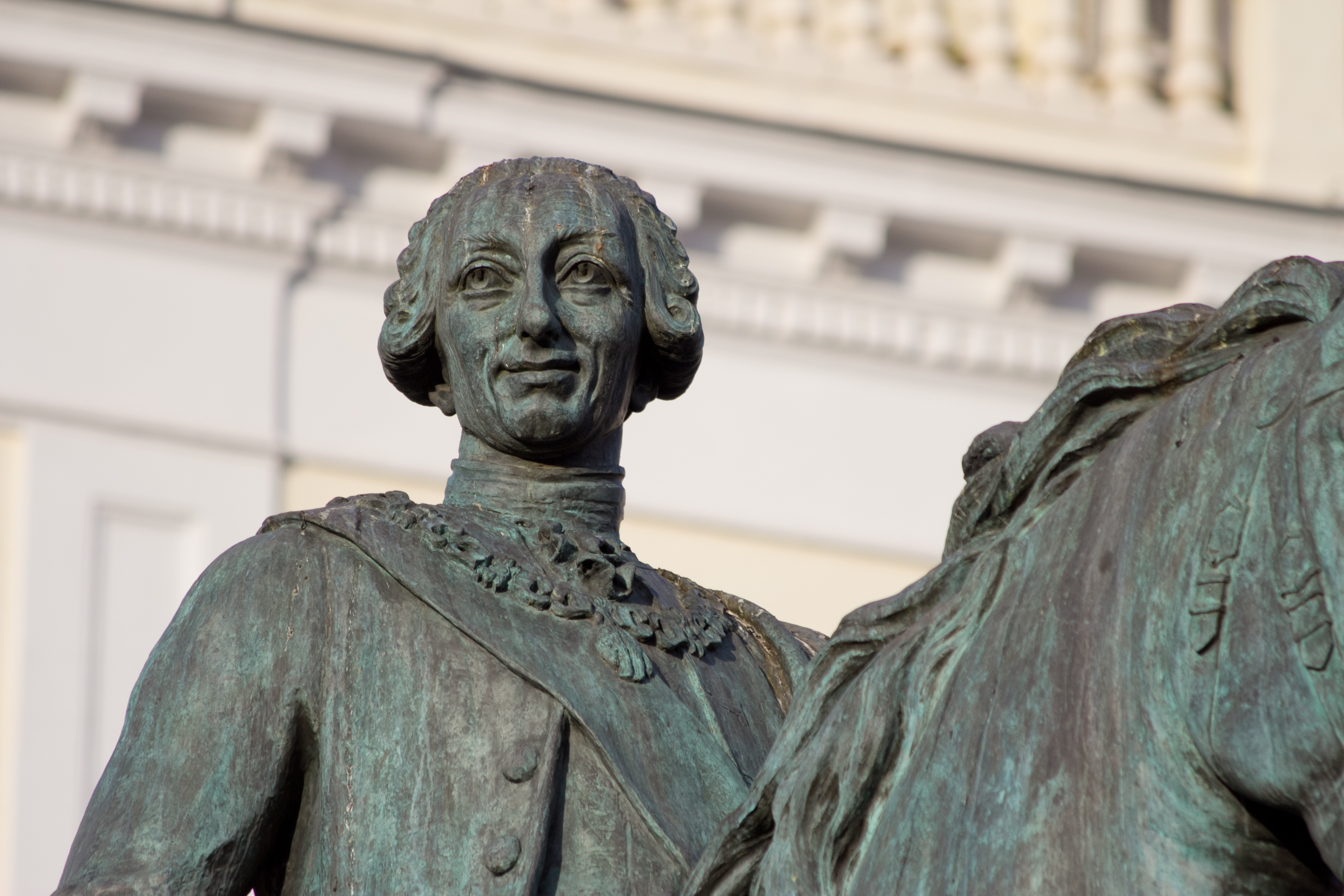
Detalle de la estatua ecuestre de Carlos III en la Puerta del Sol de Madrid.

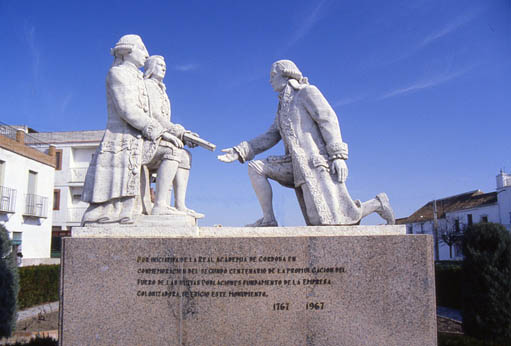
Monumento a la fundación de La Carlota (Córdoba), una de las Nuevas Poblaciones establecidas en las regiones despobladas de Andalucía por el programa de colonización de Carlos III.

Cuando el rey murió en 1788, terminó la historia del reformismo ilustrado en España, pues el estallido casi inmediato de la Revolución francesa al año siguiente provocó una reacción de terror que convirtió el reinado de su hijo y sucesor, Carlos IV, en un periodo mucho más conservador. Enseguida, la invasión francesa arrastraría al país a un ciclo de revolución y reacción que marcaría el siglo siguiente, sin dejar espacio para continuar un reformismo sereno como el que había desarrollado Carlos III.

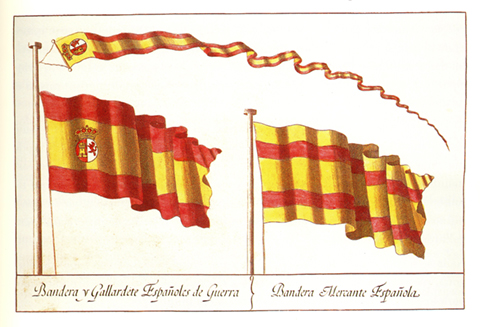
Reproducción de las banderas españolas elegidas por Carlos III en 1785 como pabellones de guerra y civil, y gallardete

Entre los aspectos más duraderos de su herencia quizá haya que destacar el avance hacia la configuración de España como nación, a la que dotó de algunos símbolos de identidad (como los que en el futuro se convertirían en su himno y su bandera nacionales) e incluso de una capital digna de tal nombre, pues se esforzó por modernizar Madrid (con la construcción de paseos y trabajos de saneamiento e iluminación pública) y engrandecerla con monumentos (de su época datan la Puerta de Alcalá, el Museo del Prado —concebido como Gabinete de Historia Natural—, el hospital de San Carlos o la construcción del nuevo Jardín Botánico, en sustitución del antiguo de Migas Calientes) y con edificios representativos destinados a albergar los servicios de la creciente administración pública. El impulso a los transportes y comunicaciones interiores (con la organización del Correo como servicio público y la construcción de una red radial de carreteras que cubrían todo el territorio español, convergiendo sobre la capital) ha sido, sin duda, otro factor político que ha actuado en el mismo sentido, acrecentando la cohesión de las diversas regiones españolas. Estas son solo algunas de las razones por las cuales Carlos III fue conocido como el «mejor Alcalde de Madrid».

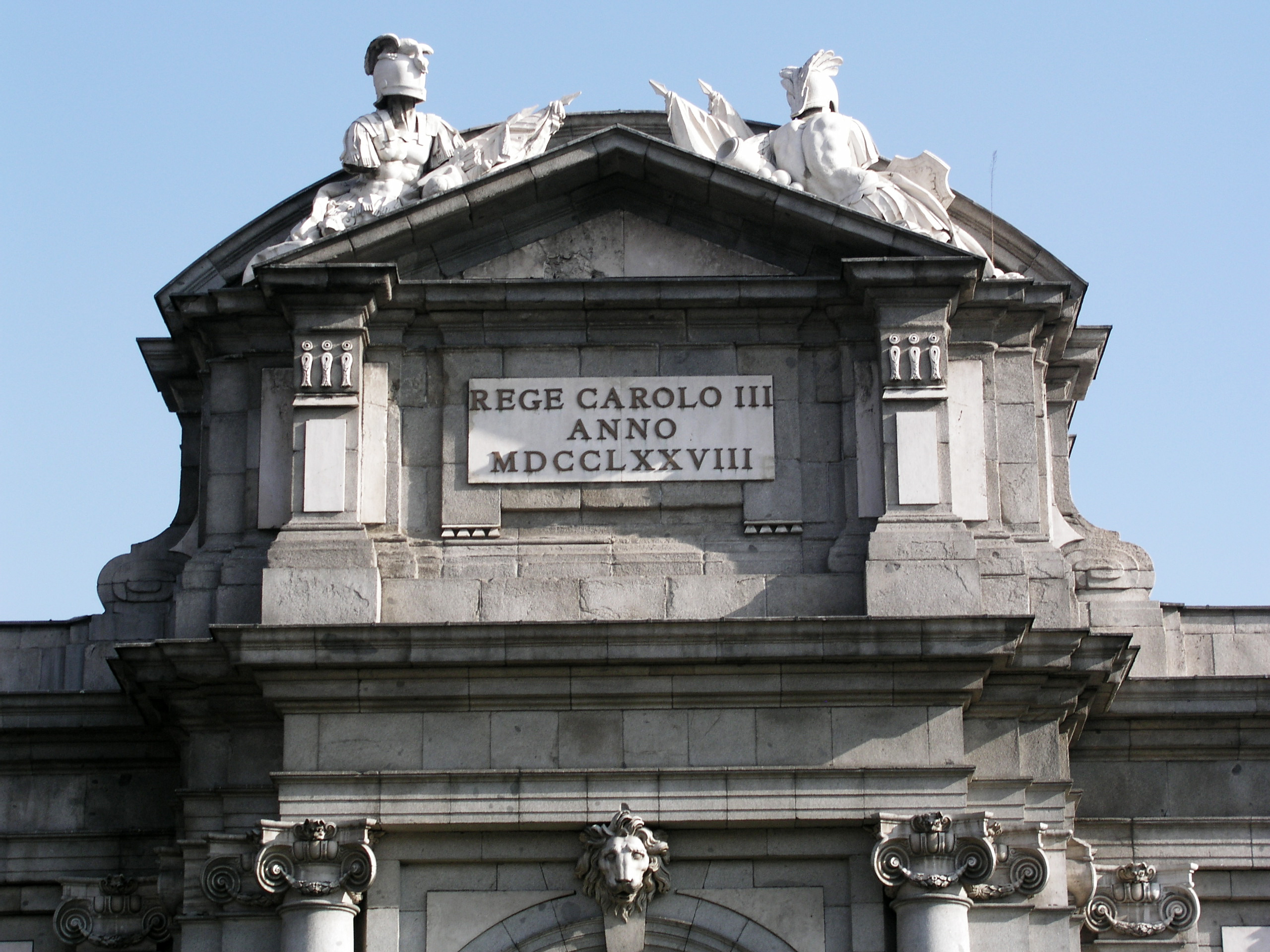
Placa conmemorando la monumentalización de la Puerta de Alcalá de Madrid durante el reinado de Carlos III.

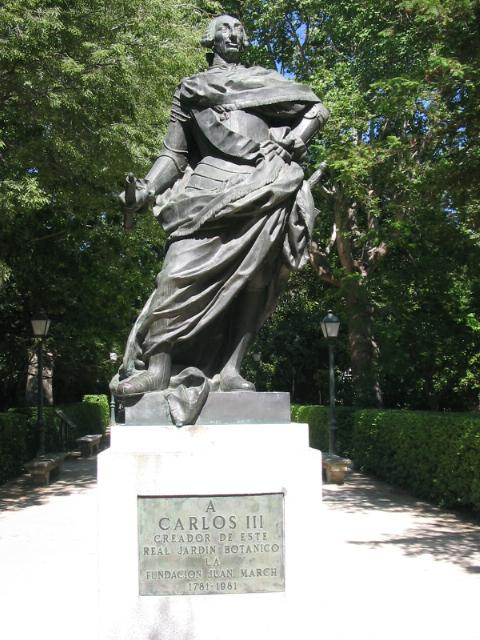
Estatua de Carlos III en el Real Jardín Botánico de Madrid, que estableció en su localización actual en 1781.

- Wikisource contiene obras originales de o sobre Carlos III de España.

## Relación con la masonería
La masonería llegó a España en 1726, para el año 1748, ya había 800 miembros en Cádiz, que era la puerta hacia la América Española. Durante el reinado de Carlos III, la masonería gozó de amplias libertades, donde los líderes políticos y figuras sociales más influyentes eran miembros distinguidos de las logias (de los que se rumorea a los hermanos Rodríguez Campomanes, Esquilache, Wall, Azara, Miguel de la Nava, Pedro del Río, Jovellanos, Valle, Salazar, Olavide, Roda, el duque de Alba, el conde de Floridablanca y el Conde de Aranda), logrando convencer al rey de limitar la autoridad de la inquisición española (incluso estar detrás de la expulsión de los jesuitas), debido a que la presencia de la masonería fue muy influyente en las Cortes de Carlos III y Carlos IV para alentar el despotismo ilustrado, siendo casi omnipresentes en las aristocracias nobiliaria, literaria y militar que le rodeaban. No es de sorprender que en el año 1751, cuando la inquisición peruana tuvo un caso de acusación hacia un Francés, este reveló que en la ciudad de Lima ya había al menos unos 40 iniciados en la masonería. También se menciona que a través de Francisco Saavedra y los hermanos Gálvez (Matías de Gálvez y Gallardo junto a José de Gálvez y Gallardo), la masonería presentó vínculos con la gobernación de los territorios coloniales en la América hispana.
Sin embargo, pese a esta leyenda rosa de su relativa tolerancia, Carlos III seguía siendo un devoto católico que persiguió a la masonería, primero en el Reino de Nápoles (donde en 1751 había publicado un edicto prohibiendo la masonería como perturbadora de la pública tranquilidad y de violar los derechos de la soberanía Real) y después en España, ganándose la fama de ser el monarca europeo más distinguido en reprimir a la Francmasonería (acorde al registro de sus cartas) y ser obediente a las indicaciones antimasónicas de la bula Providas Romanorum Pontificum de Benedicto XIV, lo que imposibilitó el desarrollo de una masonería organizada en España hasta la Era napoleónica. Autores como José Antonio Ferrer Benimeli llegan a negar la influencia masónica durante la Ilustración en España.
Sin embargo, autores como Miguel Morayta (avalando la tesis de que Carlos III fue masón) que sus actitudes antimasónicas se debieron en realidad a su preocupación “por su dependencia extranjera” (a los intereses de Reino Unido y en menor medida de sus rivales en los ilustrados franceses), o que incluso sus políticas antimasónicas fueron aparentes, acorde al juramento de obediencia masónica y su voto de secretismo sobre sus actividades dentro de la masonería (siendo entonces, persecuciones aparentes y acordadas). Pero también aceptó que, frente a la posibilidad de que no haya sido masón, entonces su juicio se inclinó a la benevolencia sobre la orden debido a la influencia de funcionarios que si lo fueron, y que consciente o inconscientemente, "hizo muchas obras masónicas" (afirmando además que ya habría hasta 210 logias masónicas tras 6 años de reinado). Pese a ello, hay consenso en que se desarrolló indudablemente la masonería en la España ilustrada de Carlos III, del mismo modo a como se estaba desarrollando en los demás países europeos (concretamente en las casas reales y nobiliarias de Alemania, Francia e Inglaterra).
Según el masón Carlos José Gutiérrez de los Ríos, deja la opinión de que el aumento de ingreso de personas a la masonería, durante el reinado de Carlos III, fue producto de la ingenuidad de muchos españoles:

“los demás iniciados lo ignoran y entran de buena fe por el atractivo de la diversión y aún los lisonjean a los reclutas con el socorro mutuo gozan de todas las ocasiones de gran facilidad para introducirse y hallar amigos por todas partes…”

## Matrimonio e hijos

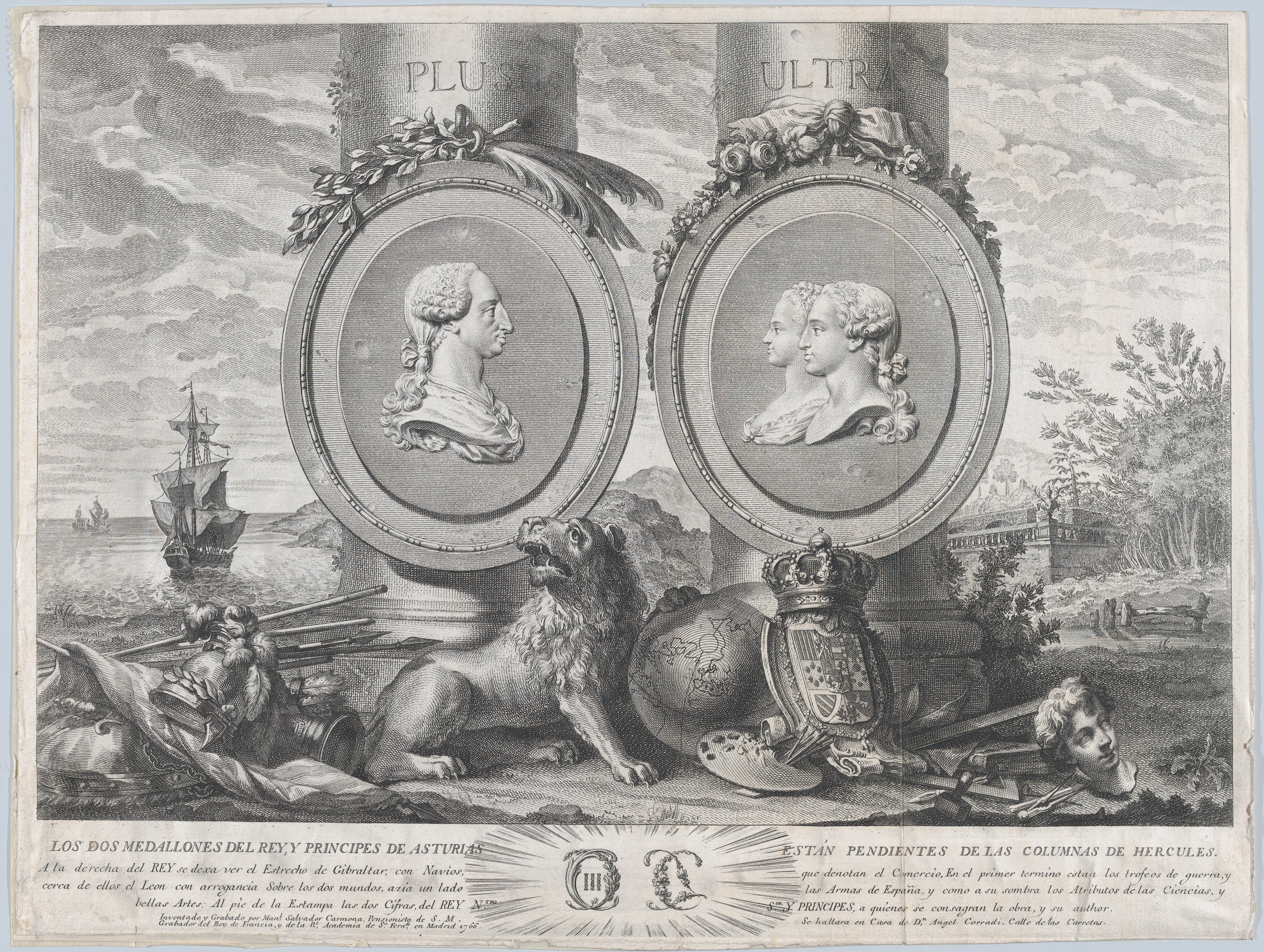
Retratos de Carlos III, Carlos IV y la reina María Luisa de Parma, grabado a buril de Manuel Salvador Carmona.

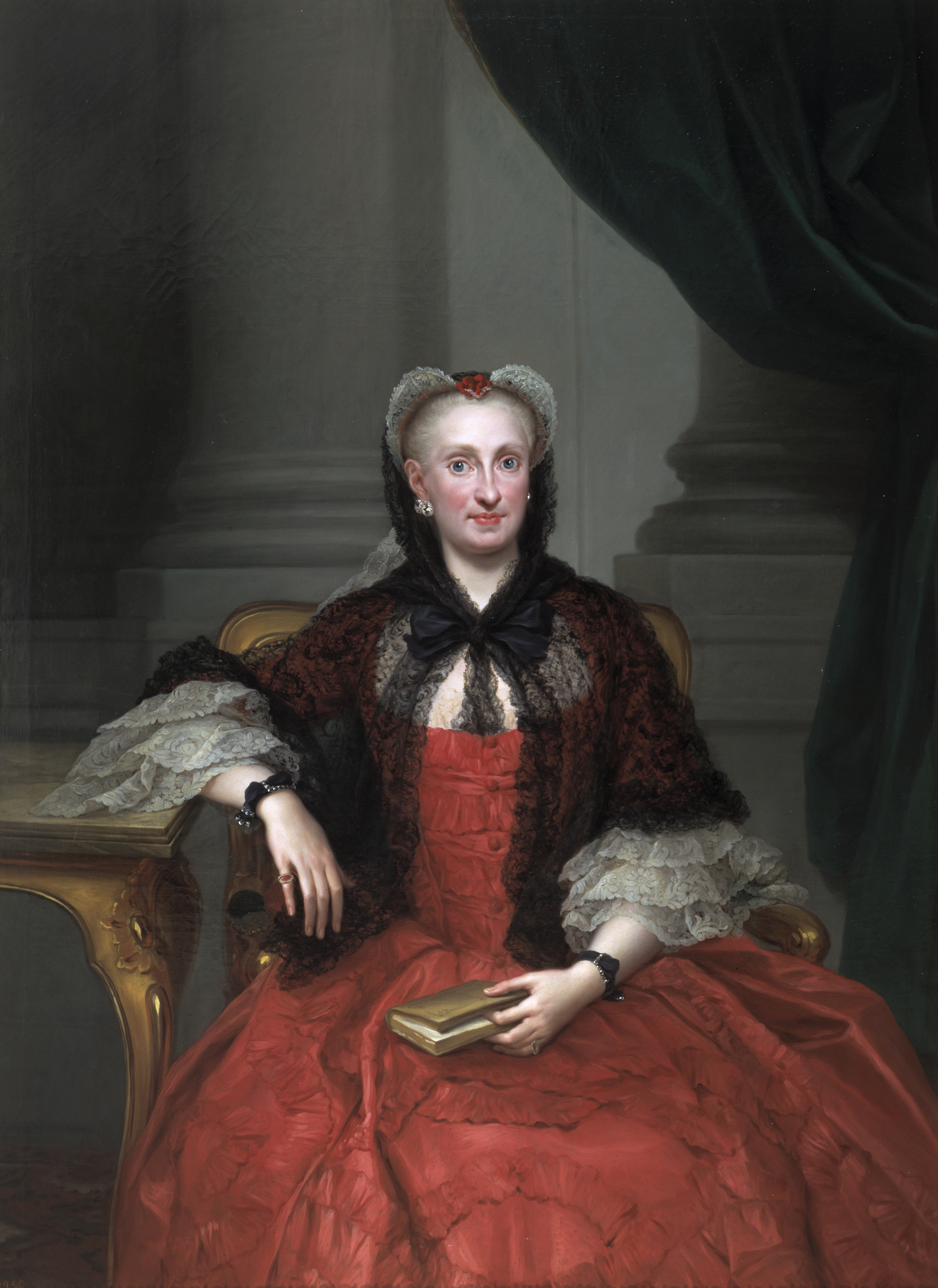
María Amalia de Sajonia, reina consorte de Nápoles y Sicilia; reina consorte de España. Retrato de Mengs, 1761.

Contrajo matrimonio en 1737 con María Amalia de Sajonia (1724-1760), hija de Federico Augusto II. Tuvieron trece hijos, pero solo siete llegaron a adultos:
- María Isabel Antonia, infanta de España (6 de septiembre de 1740-31 de octubre de 1742).
- María Josefa Antonia, infanta de España (20 de enero de 1742-3 de abril de 1742).
- María Isabel Ana, infanta de España (30 de abril de 1743-5 de marzo de 1749).
- María Josefa Carmela, infanta de España (6 de julio de 1744-8 de diciembre de 1801). Figura importante en el cuadro de Goya, La familia de Carlos IV. Murió sin descendencia.
- María Luisa, infanta de España (24 de noviembre de 1745-15 de mayo de 1792). Casada con Leopoldo II de Austria, Emperador del Sacro Imperio Romano Germánico; con descendencia.
- Felipe Antonio, infante de España y duque de Calabria (13 de junio de 1747-19 de septiembre de 1777). Fue excluido de la sucesión al trono de España y al de Nápoles debido a su condición de deficiente mental.
- Carlos IV, rey de España (11 de noviembre de 1748-19 de enero de 1819). Casado con su prima hermana María Luisa de Borbón-Parma, princesa de Parma; con descendencia.
- María Teresa Antonia, infanta de España (2 de diciembre de 1749-2 de marzo de 1750).
- Fernando I, rey de las Dos Sicilias (12 de enero de 1751-4 de enero de 1825). Casado con María Carolina de Habsburgo, archiduquesa de Austria; con descendencia.
- Gabriel, infante de España (12 de mayo de 1752-23 de noviembre de 1788). Casado con Mariana Victoria de Braganza, infanta de Portugal; aunque murió joven (antes que su padre, lo que fue devastador para Carlos III que falleció poco después) de viruela como su mujer; le sobrevivió solo un hijo.
- María Ana, infanta de España (3 de julio de 1754-11 de mayo de 1755).
- Antonio Pascual, infante de España (31 de diciembre de 1755-20 de abril de 1817). Casado con María Amalia de Borbón, infanta de España; sin descendencia.
- Francisco Javier, infante de España (15 de febrero de 1757-10 de abril de 1771). Murió sin descendencia.

## Títulos y tratamientos
Esta tabla aún no está actualizada. Puedes contribuir aportando información sobre títulos y tratamientos de esta persona.
1716-1731: Su Alteza Real el Infante Don Carlos
1731-1734: Su Alteza Real el Duque de Parma y Plasencia, Infante de España
1734-1735: Su Majestad el Rey de Nápoles y Sicilia, Duque de Parma y Plasencia, Infante de España
1735-1759: Su Majestad el Rey de Nápoles y Sicilia, Infante de España
1759-1788: Su Majestad el Rey de España

## Ancestros
| \| \| \| \| \| \| \| \| \| \| \| \| \| \| \| \| \| \| \| \| 16. Luis XIII de Francia \| \| \| \| \| \| \| \| \| \| \| \| \| \| \| \| \| \| \| \| \| \| \| \| \| \| \| \| \| \| \| \| \| \| \| \| \| \| \| \| \| \| \| \| \| \| \| \| \| \| \| \| \| \| 8. Luis XIV de Francia \| \| \| \| \| \| \| \| \| \| \| \| \| \| \| \| \| \| \| \| \| \| \| \| \| \| \| \| \| \| \| \| \| \| \| \| \| \| \| \| \| \| \| \| \| \| \| \| \| \| \| \| \| \| 17. Ana de Austria \| \| \| \| \| \| \| \| \| \| \| \| \| \| \| \| \| \| \| \| \| \| \| \| \| \| \| \| \| \| \| \| \| \| \| \| \| \| \| \| \| \| \| \| \| \| \| \| \| \| \| \| \| \| 4. Luis de Francia, Gran Delfín \| \| \| \| \| \| \| \| \| \| \| \| \| \| \| \| \| \| \| \| \| \| \| \| \| \| \| \| \| \| \| \| \| \| \| \| \| \| \| \| \| \| \| \| \| \| \| \| \| \| \| \| \| \| 18. Felipe IV de España \| \| \| \| \| \| \| \| \| \| \| \| \| \| \| \| \| \| \| \| \| \| \| \| \| \| \| \| \| \| \| \| \| \| \| \| \| \| \| \| \| \| \| \| \| \| \| \| \| \| \| \| \| \| 9. María Teresa de Austria \| \| \| \| \| \| \| \| \| \| \| \| \| \| \| \| \| \| \| \| \| \| \| \| \| \| \| \| \| \| \| \| \| \| \| \| \| \| \| \| \| \| \| \| \| \| \| \| \| \| \| \| \| \| 19. Isabel de Borbón \| \| \| \| \| \| \| \| \| \| \| \| \| \| \| \| \| \| \| \| \| \| \| \| \| \| \| \| \| \| \| \| \| \| \| \| \| \| \| \| \| \| \| \| \| \| \| \| \| \| \| \| \| \| 2. Felipe V de España \| \| \| \| \| \| \| \| \| \| \| \| \| \| \| \| \| \| \| \| \| \| \| \| \| \| \| \| \| \| \| \| \| \| \| \| \| \| \| \| \| \| \| \| \| \| \| \| \| \| \| \| \| \| 20. Maximiliano I de Baviera \| \| \| \| \| \| \| \| \| \| \| \| \| \| \| \| \| \| \| \| \| \| \| \| \| \| \| \| \| \| \| \| \| \| \| \| \| \| \| \| \| \| \| \| \| \| \| \| \| \| \| \| \| \| 10. Fernando María de Baviera \| \| \| \| \| \| \| \| \| \| \| \| \| \| \| \| \| \| \| \| \| \| \| \| \| \| \| \| \| \| \| \| \| \| \| \| \| \| \| \| \| \| \| \| \| \| \| \| \| \| \| \| \| \| 21. María Ana de Austria \| \| \| \| \| \| \| \| \| \| \| \| \| \| \| \| \| \| \| \| \| \| \| \| \| \| \| \| \| \| \| \| \| \| \| \| \| \| \| \| \| \| \| \| \| \| \| \| \| \| \| \| \| \| 5. María Ana de Baviera \| \| \| \| \| \| \| \| \| \| \| \| \| \| \| \| \| \| \| \| \| \| \| \| \| \| \| \| \| \| \| \| \| \| \| \| \| \| \| \| \| \| \| \| \| \| \| \| \| \| \| \| \| \| 22. Víctor Amadeo I de Saboya \| \| \| \| \| \| \| \| \| \| \| \| \| \| \| \| \| \| \| \| \| \| \| \| \| \| \| \| \| \| \| \| \| \| \| \| \| \| \| \| \| \| \| \| \| \| \| \| \| \| \| \| \| \| 11. Enriqueta Adelaida de Saboya \| \| \| \| \| \| \| \| \| \| \| \| \| \| \| \| \| \| \| \| \| \| \| \| \| \| \| \| \| \| \| \| \| \| \| \| \| \| \| \| \| \| \| \| \| \| \| \| \| \| \| \| \| \| 23. Cristina de Francia \| \| \| \| \| \| \| \| \| \| \| \| \| \| \| \| \| \| \| \| \| \| \| \| \| \| \| \| \| \| \| \| \| \| \| \| \| \| \| \| \| \| \| \| \| \| \| \| \| \| \| \| \| \| 1. Carlos III de España \| \| \| \| \| \| \| \| \| \| \| \| \| \| \| \| \| \| \| \| \| \| \| \| \| \| \| \| \| \| \| \| \| \| \| \| \| \| \| \| \| \| \| \| \| \| \| \| \| \| \| \| \| \| 24. Eduardo I Farnesio \| \| \| \| \| \| \| \| \| \| \| \| \| \| \| \| \| \| \| \| \| \| \| \| \| \| \| \| \| \| \| \| \| \| \| \| \| \| \| \| \| \| \| \| \| \| \| \| \| \| \| \| \| \| 12. Renato II Farnesio \| \| \| \| \| \| \| \| \| \| \| \| \| \| \| \| \| \| \| \| \| \| \| \| \| \| \| \| \| \| \| \| \| \| \| \| \| \| \| \| \| \| \| \| \| \| \| \| \| \| \| \| \| \| 25. Margarita de Médici \| \| \| \| \| \| \| \| \| \| \| \| \| \| \| \| \| \| \| \| \| \| \| \| \| \| \| \| \| \| \| \| \| \| \| \| \| \| \| \| \| \| \| \| \| \| \| \| \| \| \| \| \| \| 6. Eduardo II Farnesio \| \| \| \| \| \| \| \| \| \| \| \| \| \| \| \| \| \| \| \| \| \| \| \| \| \| \| \| \| \| \| \| \| \| \| \| \| \| \| \| \| \| \| \| \| \| \| \| \| \| \| \| \| \| 26. Francisco I de Este \| \| \| \| \| \| \| \| \| \| \| \| \| \| \| \| \| \| \| \| \| \| \| \| \| \| \| \| \| \| \| \| \| \| \| \| \| \| \| \| \| \| \| \| \| \| \| \| \| \| \| \| \| \| 13. Isabel de Este \| \| \| \| \| \| \| \| \| \| \| \| \| \| \| \| \| \| \| \| \| \| \| \| \| \| \| \| \| \| \| \| \| \| \| \| \| \| \| \| \| \| \| \| \| \| \| \| \| \| \| \| \| \| 27. María Farnesio \| \| \| \| \| \| \| \| \| \| \| \| \| \| \| \| \| \| \| \| \| \| \| \| \| \| \| \| \| \| \| \| \| \| \| \| \| \| \| \| \| \| \| \| \| \| \| \| \| \| \| \| \| \| 3. Isabel Farnesio \| \| \| \| \| \| \| \| \| \| \| \| \| \| \| \| \| \| \| \| \| \| \| \| \| \| \| \| \| \| \| \| \| \| \| \| \| \| \| \| \| \| \| \| \| \| \| \| \| \| \| \| \| \| 28. Wolfgang Guillermo del Palatinado \| \| \| \| \| \| \| \| \| \| \| \| \| \| \| \| \| \| \| \| \| \| \| \| \| \| \| \| \| \| \| \| \| \| \| \| \| \| \| \| \| \| \| \| \| \| \| \| \| \| \| \| \| \| 14. Felipe Guillermo I, elector palatino \| \| \| \| \| \| \| \| \| \| \| \| \| \| \| \| \| \| \| \| \| \| \| \| \| \| \| \| \| \| \| \| \| \| \| \| \| \| \| \| \| \| \| \| \| \| \| \| \| \| \| \| \| \| 29. Magdalena de Baviera \| \| \| \| \| \| \| \| \| \| \| \| \| \| \| \| \| \| \| \| \| \| \| \| \| \| \| \| \| \| \| \| \| \| \| \| \| \| \| \| \| \| \| \| \| \| \| \| \| \| \| \| \| \| 7. Dorotea Sofía de Neoburgo \| \| \| \| \| \| \| \| \| \| \| \| \| \| \| \| \| \| \| \| \| \| \| \| \| \| \| \| \| \| \| \| \| \| \| \| \| \| \| \| \| \| \| \| \| \| \| \| \| \| \| \| \| \| 30. Jorge II de Hesse-Darmstadt \| \| \| \| \| \| \| \| \| \| \| \| \| \| \| \| \| \| \| \| \| \| \| \| \| \| \| \| \| \| \| \| \| \| \| \| \| \| \| \| \| \| \| \| \| \| \| \| \| \| \| \| \| \| 15. Isabel Amalia de Hesse-Darmstadt \| \| \| \| \| \| \| \| \| \| \| \| \| \| \| \| \| \| \| \| \| \| \| \| \| \| \| \| \| \| \| \| \| \| \| \| \| \| \| \| \| \| \| \| \| \| \| \| \| \| \| \| \| \| 31. Sofía Leonor de Sajonia \| \| \| \| \| \| \| \| \| \| \| \| \| \| \| \| \| \| \| \| \| \| \| \| \| \| \| \| \| \| \| \| \| \| \| \| \| \| \| \| \| \| \| \| \| \| \| \| \| \| \| \| |                                          |  |  |  |  |  |  |  |  |  |  |  |  |  |  |  |
| |                                          |  |  |  |  |  |  |  |  |  |  |  |  |  |  |  |
| | 16. Luis XIII de Francia                 |  |  |  |  |  |  |  |  |  |  |  |  |  |  |  |
| |                                          |  |  |  |  |  |  |  |  |  |  |  |  |  |  |  |
| |                                          |  |  |  |  |  |  |  |  |  |  |  |  |  |  |  |
| | 8. Luis XIV de Francia                   |  |  |  |  |  |  |  |  |  |  |  |  |  |  |  |
| |                                          |  |  |  |  |  |  |  |  |  |  |  |  |  |  |  |
| |                                          |  |  |  |  |  |  |  |  |  |  |  |  |  |  |  |
| | 17. Ana de Austria                       |  |  |  |  |  |  |  |  |  |  |  |  |  |  |  |
| |                                          |  |  |  |  |  |  |  |  |  |  |  |  |  |  |  |
| |                                          |  |  |  |  |  |  |  |  |  |  |  |  |  |  |  |
| | 4. Luis de Francia, Gran Delfín          |  |  |  |  |  |  |  |  |  |  |  |  |  |  |  |
| |                                          |  |  |  |  |  |  |  |  |  |  |  |  |  |  |  |
| |                                          |  |  |  |  |  |  |  |  |  |  |  |  |  |  |  |
| | 18. Felipe IV de España                  |  |  |  |  |  |  |  |  |  |  |  |  |  |  |  |
| |                                          |  |  |  |  |  |  |  |  |  |  |  |  |  |  |  |
| |                                          |  |  |  |  |  |  |  |  |  |  |  |  |  |  |  |
| | 9. María Teresa de Austria               |  |  |  |  |  |  |  |  |  |  |  |  |  |  |  |
| |                                          |  |  |  |  |  |  |  |  |  |  |  |  |  |  |  |
| |                                          |  |  |  |  |  |  |  |  |  |  |  |  |  |  |  |
| | 19. Isabel de Borbón                     |  |  |  |  |  |  |  |  |  |  |  |  |  |  |  |
| |                                          |  |  |  |  |  |  |  |  |  |  |  |  |  |  |  |
| |                                          |  |  |  |  |  |  |  |  |  |  |  |  |  |  |  |
| | 2. Felipe V de España                    |  |  |  |  |  |  |  |  |  |  |  |  |  |  |  |
| |                                          |  |  |  |  |  |  |  |  |  |  |  |  |  |  |  |
| |                                          |  |  |  |  |  |  |  |  |  |  |  |  |  |  |  |
| | 20. Maximiliano I de Baviera             |  |  |  |  |  |  |  |  |  |  |  |  |  |  |  |
| |                                          |  |  |  |  |  |  |  |  |  |  |  |  |  |  |  |
| |                                          |  |  |  |  |  |  |  |  |  |  |  |  |  |  |  |
| | 10. Fernando María de Baviera            |  |  |  |  |  |  |  |  |  |  |  |  |  |  |  |
| |                                          |  |  |  |  |  |  |  |  |  |  |  |  |  |  |  |
| |                                          |  |  |  |  |  |  |  |  |  |  |  |  |  |  |  |
| | 21. María Ana de Austria                 |  |  |  |  |  |  |  |  |  |  |  |  |  |  |  |
| |                                          |  |  |  |  |  |  |  |  |  |  |  |  |  |  |  |
| |                                          |  |  |  |  |  |  |  |  |  |  |  |  |  |  |  |
| | 5. María Ana de Baviera                  |  |  |  |  |  |  |  |  |  |  |  |  |  |  |  |
| |                                          |  |  |  |  |  |  |  |  |  |  |  |  |  |  |  |
| |                                          |  |  |  |  |  |  |  |  |  |  |  |  |  |  |  |
| | 22. Víctor Amadeo I de Saboya            |  |  |  |  |  |  |  |  |  |  |  |  |  |  |  |
| |                                          |  |  |  |  |  |  |  |  |  |  |  |  |  |  |  |
| |                                          |  |  |  |  |  |  |  |  |  |  |  |  |  |  |  |
| | 11. Enriqueta Adelaida de Saboya         |  |  |  |  |  |  |  |  |  |  |  |  |  |  |  |
| |                                          |  |  |  |  |  |  |  |  |  |  |  |  |  |  |  |
| |                                          |  |  |  |  |  |  |  |  |  |  |  |  |  |  |  |
| | 23. Cristina de Francia                  |  |  |  |  |  |  |  |  |  |  |  |  |  |  |  |
| |                                          |  |  |  |  |  |  |  |  |  |  |  |  |  |  |  |
| |                                          |  |  |  |  |  |  |  |  |  |  |  |  |  |  |  |
| | 1. Carlos III de España                  |  |  |  |  |  |  |  |  |  |  |  |  |  |  |  |
| |                                          |  |  |  |  |  |  |  |  |  |  |  |  |  |  |  |
| |                                          |  |  |  |  |  |  |  |  |  |  |  |  |  |  |  |
| | 24. Eduardo I Farnesio                   |  |  |  |  |  |  |  |  |  |  |  |  |  |  |  |
| |                                          |  |  |  |  |  |  |  |  |  |  |  |  |  |  |  |
| |                                          |  |  |  |  |  |  |  |  |  |  |  |  |  |  |  |
| | 12. Renato II Farnesio                   |  |  |  |  |  |  |  |  |  |  |  |  |  |  |  |
| |                                          |  |  |  |  |  |  |  |  |  |  |  |  |  |  |  |
| |                                          |  |  |  |  |  |  |  |  |  |  |  |  |  |  |  |
| | 25. Margarita de Médici                  |  |  |  |  |  |  |  |  |  |  |  |  |  |  |  |
| |                                          |  |  |  |  |  |  |  |  |  |  |  |  |  |  |  |
| |                                          |  |  |  |  |  |  |  |  |  |  |  |  |  |  |  |
| | 6. Eduardo II Farnesio                   |  |  |  |  |  |  |  |  |  |  |  |  |  |  |  |
| |                                          |  |  |  |  |  |  |  |  |  |  |  |  |  |  |  |
| |                                          |  |  |  |  |  |  |  |  |  |  |  |  |  |  |  |
| | 26. Francisco I de Este                  |  |  |  |  |  |  |  |  |  |  |  |  |  |  |  |
| |                                          |  |  |  |  |  |  |  |  |  |  |  |  |  |  |  |
| |                                          |  |  |  |  |  |  |  |  |  |  |  |  |  |  |  |
| | 13. Isabel de Este                       |  |  |  |  |  |  |  |  |  |  |  |  |  |  |  |
| |                                          |  |  |  |  |  |  |  |  |  |  |  |  |  |  |  |
| |                                          |  |  |  |  |  |  |  |  |  |  |  |  |  |  |  |
| | 27. María Farnesio                       |  |  |  |  |  |  |  |  |  |  |  |  |  |  |  |
| |                                          |  |  |  |  |  |  |  |  |  |  |  |  |  |  |  |
| |                                          |  |  |  |  |  |  |  |  |  |  |  |  |  |  |  |
| | 3. Isabel Farnesio                       |  |  |  |  |  |  |  |  |  |  |  |  |  |  |  |
| |                                          |  |  |  |  |  |  |  |  |  |  |  |  |  |  |  |
| |                                          |  |  |  |  |  |  |  |  |  |  |  |  |  |  |  |
| | 28. Wolfgang Guillermo del Palatinado    |  |  |  |  |  |  |  |  |  |  |  |  |  |  |  |
| |                                          |  |  |  |  |  |  |  |  |  |  |  |  |  |  |  |
| |                                          |  |  |  |  |  |  |  |  |  |  |  |  |  |  |  |
| | 14. Felipe Guillermo I, elector palatino |  |  |  |  |  |  |  |  |  |  |  |  |  |  |  |
| |                                          |  |  |  |  |  |  |  |  |  |  |  |  |  |  |  |
| |                                          |  |  |  |  |  |  |  |  |  |  |  |  |  |  |  |
| | 29. Magdalena de Baviera                 |  |  |  |  |  |  |  |  |  |  |  |  |  |  |  |
| |                                          |  |  |  |  |  |  |  |  |  |  |  |  |  |  |  |
| |                                          |  |  |  |  |  |  |  |  |  |  |  |  |  |  |  |
| | 7. Dorotea Sofía de Neoburgo             |  |  |  |  |  |  |  |  |  |  |  |  |  |  |  |
| |                                          |  |  |  |  |  |  |  |  |  |  |  |  |  |  |  |
| |                                          |  |  |  |  |  |  |  |  |  |  |  |  |  |  |  |
| | 30. Jorge II de Hesse-Darmstadt          |  |  |  |  |  |  |  |  |  |  |  |  |  |  |  |
| |                                          |  |  |  |  |  |  |  |  |  |  |  |  |  |  |  |
| |                                          |  |  |  |  |  |  |  |  |  |  |  |  |  |  |  |
| | 15. Isabel Amalia de Hesse-Darmstadt     |  |  |  |  |  |  |  |  |  |  |  |  |  |  |  |
| |                                          |  |  |  |  |  |  |  |  |  |  |  |  |  |  |  |
| |                                          |  |  |  |  |  |  |  |  |  |  |  |  |  |  |  |
| | 31. Sofía Leonor de Sajonia              |  |  |  |  |  |  |  |  |  |  |  |  |  |  |  |
| |                                          |  |  |  |  |  |  |  |  |  |  |  |  |  |  |  |
| |                                          |  |  |  |  |  |  |  |  |  |  |  |  |  |  |  |

| Predecesor: Antonio Farnesio                     | Duque de Parma y Plasencia 1731-1735                         | Sucesor: Carlos II                               |
| Predecesor: Carlos VI de Nápoles y IV de Sicilia | Rey de Nápoles y Sicilia (Rey de las Dos Sicilias) 1734-1759 | Sucesor: Fernando IV de Nápoles y III de Sicilia |
| Predecesor: Fernando VI                          | Rey de España 1759-1788                                      | Sucesor: Carlos IV                               |